# 奥斯卡最佳原创音乐奖
奥斯卡最佳原创音乐奖（英語：Academy Award for Best Original Score）又译原创配乐奖，是美国电影艺术与科学学院 (AMPAS) 对优秀的电影配乐颁发给其作者的奖励。此奖项最初设立于1934年，并且是学院奖历史上变动最多的奖项。曾按不同类型片分开颁奖（如音乐剧类和正剧/喜剧类分开，或正剧类和喜剧/音乐剧类分开），也曾按不同创作来源分开颁奖（原创配乐与改编配乐分开），还曾按曲目有无人声演唱分开颁奖（歌曲类音乐和背景配乐分开，但歌曲类又与原创歌曲奖保持区别）等等。

## 提名與獲獎名單

### 1930年代
| 年份          | 電影名稱                            | 獲提名單位(人)                                               |
| ------------- | ----------------------------------- | ------------------------------------------------------------ |
| 第7屆 (1934)  | 最佳音樂配樂 Music (Scoring)        | 最佳音樂配樂 Music (Scoring)                                 |
| 第7屆 (1934)  | 《蝴蝶美人》                        | 哥伦比亚电影公司，代表人：路易斯·西爾弗斯                    |
| 第7屆 (1934)  | 《柳暗花明》                        | 雷电华电影公司 ，代表人：馬克斯·史坦納                       |
| 第7屆 (1934)  | 《最后的巡逻兵》                    | 雷电华电影公司 ，代表人：馬克斯·史坦納                       |
| 第8屆 (1935)  | 最佳音樂配樂 Music (Scoring)        | 最佳音樂配樂 Music (Scoring)                                 |
| 第8屆 (1935)  | 《告密者》                          | 雷电华电影公司 ，代表人：馬克斯·史坦納                       |
| 第8屆 (1935)  | 《铁血船长》(選民自填)              | 华纳兄弟、第一國家影業，代表人：李歐·F·福布斯坦              |
| 第8屆 (1935)  | 《叛艦喋血記》                      | 米高梅，代表人：納·W·芬斯頓 (Nat W. Finston)                 |
| 第8屆 (1935)  | 《彼得·艾伯特逊》                   | 派拉蒙，代表人：艾爾文·塔爾博特 (Irvin Talbot)               |
| 第9屆 (1936)  | 最佳音樂配樂 Music (Scoring)        | 最佳音樂配樂 Music (Scoring)                                 |
| 第9屆 (1936)  | 《風流世家》                        | 华纳兄弟，代表人：李歐·F·福布斯坦                            |
| 第9屆 (1936)  | 《英烈傳》                          | 华纳兄弟，代表人：李歐·F·福布斯坦                            |
| 第9屆 (1936)  | 《安拉的花园》                      | 塞尔兹尼克国际影业，代表人：馬克斯·史坦納                    |
| 第9屆 (1936)  | 《将军晨死》                        | 派拉蒙，代表人：鮑里斯·莫羅斯                                |
| 第9屆 (1936)  | 《温特塞镇》                        | 雷电华，代表人：納撒尼爾·謝爾克勒                            |
| 第10屆 (1937) | 最佳音樂配樂 Music (Scoring)        | 最佳音樂配樂 Music (Scoring)                                 |
| 第10屆 (1937) | 《丹凤还阳》                        | 环球影业，代表人：查爾斯·普列文                              |
| 第10屆 (1937) | 《颶風》                            | 萨缪尔·戈德温工作室，代表人：艾佛瑞·紐曼                     |
| 第10屆 (1937) | 《芝加哥大火记》                    | 二十世纪福斯，代表人：路易斯·西爾弗斯                        |
| 第10屆 (1937) | 《左拉传》                          | 华纳兄弟，代表人：李歐·F·福布斯坦                            |
| 第10屆 (1937) | 《消失的地平线》                    | 哥伦比亚，代表人：莫里斯·斯特洛夫                            |
| 第10屆 (1937) | 《許願》                            | 首要工作室（Principal Productions），代表人：雨果·里森費爾德 |
| 第10屆 (1937) | 《五月时节》                        | 米高梅，代表人：納·W·芬斯頓 (Nat W. Finston)                 |
| 第10屆 (1937) | 《波西亚受审》                      | 共和国工作室，代表人：艾伯特·可倫坡                          |
| 第10屆 (1937) | 《罗宫秘史》                        | 塞尔兹尼克国际影业，代表人：艾佛瑞·紐曼                      |
| 第10屆 (1937) | 《特色街道》                        | 雷电华，代表人：羅伊·偉伯                                    |
| 第10屆 (1937) | 《白雪公主》                        | 华特迪士尼，代表人：雷伊·賀琳                                |
| 第10屆 (1937) | 《歌唱幸福》                        | 全国电影制作公司，代表人：康斯坦丁·巴卡利内可夫              |
| 第10屆 (1937) | 《心灵欲海》                        | 派拉蒙，代表人：鮑里斯·莫羅斯                                |
| 第10屆 (1937) | 《西部之路》                        | 哈尔·罗奇工作室，代表人：馬文·哈特利                         |
| 第11屆 (1938) | 最佳原創配樂 Music (Original score) | 最佳原創配樂 Music (Original score)                          |
| 第11屆 (1938) | 《羅賓漢冒險記》                    | 埃里希·科恩戈尔德                                            |
| 第11屆 (1938) | 《女童軍》                          | 维克多·扬                                                    |
| 第11屆 (1938) | 《挑头人》                          | 马文·哈特利                                                  |
| 第11屆 (1938) | 《封鎖》                            | 维尔纳·詹森                                                  |
| 第11屆 (1938) | 《突破坚冰》                        | 维克多·扬                                                    |
| 第11屆 (1938) | 《牧童与贵妇》                      | 艾佛瑞·纽曼                                                  |
| 第11屆 (1938) | 《一夜春梦》                        | 理查德·哈格曼                                                |
| 第11屆 (1938) | 《绝代艳后》                        | 赫伯特·史托哈特                                              |
| 第11屆 (1938) | 《太平洋航线》                      | 拉塞尔·班尼特                                                |
| 第11屆 (1938) | 《苏伊士运河》                      | 路易斯·西爾弗斯                                              |
| 第11屆 (1938) | 《人老心不老》                      | 弗朗茨·沃克斯曼                                              |
| 第11屆 (1938) | 最佳音樂配樂 Music (Scoring)        |                                                              |
| 第11屆 (1938) | 《亚历山大的爵士乐队》              | 艾佛瑞·纽曼                                                  |
| 第11屆 (1938) | 《乐天派》                          | 维克多·巴拉瓦利                                              |
| 第11屆 (1938) | 《女校》                            | 莫里斯·斯特洛夫和格里高利·史東(Gregory Stone)                |
| 第11屆 (1938) | 《古德温闹剧》                      | 艾佛瑞·纽曼                                                  |
| 第11屆 (1938) | 《红衫泪痕》                        | 馬克斯·史坦納                                                |
| 第11屆 (1938) | 《莺歌燕舞》                        | 查尔斯·普列文和弗兰克·斯金纳                                 |
| 第11屆 (1938) | 《孟加拉的暴风雨》                  | 赛·福伊尔                                                    |
| 第11屆 (1938) | 《甜心》                            | 赫伯特·史托哈特                                              |
| 第11屆 (1938) | 《可怜的百万富翁》                  | 马文·哈特利                                                  |
| 第11屆 (1938) | 《南國艷遊》                        | 鮑里斯·莫羅斯                                                |
| 第11屆 (1938) | 《人老心不老》                      | 弗朗茨·沃克斯曼                                              |
| 第12屆 (1939) | 最佳原創配樂 Music (Original score) | 最佳原創配樂 Music (Original score)                          |
| 第12屆 (1939) | 《绿野仙踪》                        | 赫伯特·史托哈特                                              |
| 第12屆 (1939) | 《卿何薄命》                        | 馬克斯·史坦納                                                |
| 第12屆 (1939) | 《永远爱你》                        | 维尔纳·詹森                                                  |
| 第12屆 (1939) | 《金童》                            | 维克多·扬                                                    |
| 第12屆 (1939) | 《乱世佳人》                        | 馬克斯·史坦納                                                |
| 第12屆 (1939) | 《格利佛游记》                      | 维克多·扬                                                    |
| 第12屆 (1939) | 《铁面人》                          | 盧德·格拉斯金和盧西恩·莫拉維克                               |
| 第12屆 (1939) | 《征服者》                          | 维克多·扬                                                    |
| 第12屆 (1939) | 《艾迪斯·卡维尔护士》               | 安東尼·柯林斯                                                |
| 第12屆 (1939) | 《人鼠之间》                        | 阿隆·科普蘭                                                  |
| 第12屆 (1939) | 《雨季来临》                        | 艾佛瑞·纽曼                                                  |
| 第12屆 (1939) | 《呼啸山庄》                        | 艾佛瑞·纽曼                                                  |
| 第12屆 (1939) | 最佳音樂配樂 Music (Scoring)        |                                                              |
| 第12屆 (1939) | 《驛馬車》                          | 理查德·哈格曼、W·弗蘭克·哈林、約翰·萊普德和李歐·舒金         |
| 第12屆 (1939) | 《娃娃从军记》                      | 羅傑·伊甸斯和喬吉·斯托爾                                     |
| 第12屆 (1939) | 《初恋》                            | 查爾斯·普列文                                                |
| 第12屆 (1939) | 《了不起的维克多·赫伯特》           | 菲爾·波特爾傑和亞瑟·蘭奇                                     |
| 第12屆 (1939) | 《巴黎圣母院》                      | 艾佛瑞·纽曼                                                  |
| 第12屆 (1939) | 《寒夜琴挑》                        | 路易·福布斯(Lou Forbes)                                      |
| 第12屆 (1939) | 《華府風雲》                        | 迪米崔·迪歐肯                                                |
| 第12屆 (1939) | 《人鼠之间》                        | 阿隆·科普蘭                                                  |
| 第12屆 (1939) | 《江山美人》                        | 埃里希·科恩戈尔德                                            |
| 第12屆 (1939) | 《她嫁了个警察》                    | 赛·福伊尔                                                    |
| 第12屆 (1939) | 《斯旺尼河》                        | 路易斯·西爾弗斯                                              |
| 第12屆 (1939) | 《青少年与音乐》                    | 艾佛瑞·纽曼                                                  |
| 第12屆 (1939) | 《一路向南》                        | 维克多·扬                                                    |

### 1940年代
| 年份          | 電影名稱                                                                 | 獲提名人                                                                 |
| ------------- | ------------------------------------------------------------------------ | ------------------------------------------------------------------------ |
| 第13屆 (1940) | 最佳原創配樂 Music (Original score)                                      | 最佳原創配樂 Music (Original score)                                      |
| 第13屆 (1940) | 《木偶奇遇记》                                                           | 雷伊·賀琳、保罗·史密斯和內德·華盛頓                                      |
| 第13屆 (1940) | 《我们的小镇》                                                           | 阿隆·科普蘭                                                              |
| 第13屆 (1940) | 《保卫生活》                                                             | 路易斯·古伦伯格                                                          |
| 第13屆 (1940) | 《佛尼吉亚的霍华一家》                                                   | 理查德·哈格曼                                                            |
| 第13屆 (1940) | 《风雨归舟》                                                             | 理查德·哈格曼                                                            |
| 第13屆 (1940) | 《公元前一百万年》                                                       | 沃納·理查德·海曼                                                         |
| 第13屆 (1940) | 《佐罗的面具》                                                           | 艾佛瑞·纽曼                                                              |
| 第13屆 (1940) | 《月宫宝盒》                                                             | 米克羅斯·羅饒                                                            |
| 第13屆 (1940) | 《七角阁楼》                                                             | 弗兰克·斯金纳                                                            |
| 第13屆 (1940) | 《香箋淚》                                                               | 馬克斯·史坦納                                                            |
| 第13屆 (1940) | 《魂断蓝桥》                                                             | 赫伯特·史托哈特                                                          |
| 第13屆 (1940) | 《蝴蝶梦》                                                               | 弗朗茨·沃克斯曼                                                          |
| 第13屆 (1940) | 《好妻子》                                                               | 羅伊·偉伯                                                                |
| 第13屆 (1940) | 《大独裁者》                                                             | 梅里迪斯·威爾遜                                                          |
| 第13屆 (1940) | 《亞利桑那》                                                             | 维克多·扬                                                                |
| 第13屆 (1940) | 《黑色命令》                                                             | 维克多·扬                                                                |
| 第13屆 (1940) | 《骑军血战史》                                                           | 维克多·扬                                                                |
| 第13屆 (1940) | 最佳音樂配樂 Music (Scoring)                                             |                                                                          |
| 第13屆 (1940) | 《锡盘巷》                                                               | 艾佛瑞·纽曼                                                              |
| 第13屆 (1940) | 《艾琳》                                                                 | 安東尼·柯林斯                                                            |
| 第13屆 (1940) | 《我们的小镇》                                                           | 阿隆·科普蘭                                                              |
| 第13屆 (1940) | 《1941年的流行音乐排行榜》                                               | 赛·福伊尔                                                                |
| 第13屆 (1940) | 《海鹰》                                                                 | 埃里希·科恩戈尔德                                                        |
| 第13屆 (1940) | 《春花春谢》                                                             | 查爾斯·普列文                                                            |
| 第13屆 (1940) | 《第二合唱队》                                                           | 亞提·蕭                                                                  |
| 第13屆 (1940) | 《笙歌喧腾》                                                             | 羅傑·伊甸斯和喬吉·斯托爾                                                 |
| 第13屆 (1940) | 《时代儿女》                                                             | 维克多·扬                                                                |
| 第14屆 (1941) | 最佳劇情片配樂 Music (Music score of a dramatic picture)                 | 最佳劇情片配樂 Music (Music score of a dramatic picture)                 |
| 第14屆 (1941) | 《黑夜煞星》                                                             | 伯納德·赫爾曼                                                            |
| 第14屆 (1941) | 《芳華虛度》                                                             | 弗兰克·斯金纳                                                            |
| 第14屆 (1941) | 《火球》                                                                 | 艾佛瑞·纽曼                                                              |
| 第14屆 (1941) | 《大國民》                                                               | 伯納德·赫爾曼                                                            |
| 第14屆 (1941) | 《師表情深》                                                             | 愛德華·沃德                                                              |
| 第14屆 (1941) | 《翡翠谷》                                                               | 艾佛瑞·纽曼                                                              |
| 第14屆 (1941) | 《難捨黎明》                                                             | 维克多·扬                                                                |
| 第14屆 (1941) | 《退休女士》                                                             | 莫里斯·斯特洛夫和恩斯特·托赫                                             |
| 第14屆 (1941) | 《僵屍之王》                                                             | 愛德華·凱伊                                                              |
| 第14屆 (1941) | 《化身博士》                                                             | 法蘭茲·威克斯曼                                                          |
| 第14屆 (1941) | 《莉迪亞》                                                               | 米克羅斯·羅饒                                                            |
| 第14屆 (1941) | 《仁慈島》                                                               | 赛·福伊尔和沃爾特·沙爾夫                                                 |
| 第14屆 (1941) | 《約克軍曹》                                                             | 馬克斯·史坦納                                                            |
| 第14屆 (1941) | 《夜盡時》                                                               | 路易斯·古伦伯格                                                          |
| 第14屆 (1941) | 《落日浴血記》                                                           | 米克羅斯·羅饒                                                            |
| 第14屆 (1941) | 《深闺疑云》                                                             | 法蘭茲·威克斯曼                                                          |
| 第14屆 (1941) | 《百萬坦克》                                                             | 愛德華·沃德                                                              |
| 第14屆 (1941) | 《夫婦之道》                                                             | 沃納·理查德·海曼                                                         |
| 第14屆 (1941) | 《小狐狸》                                                               | 梅里迪斯·威爾遜                                                          |
| 第14屆 (1941) | 《海角焚舟》                                                             | 理查德·哈格曼                                                            |
| 第14屆 (1941) | 最佳歌舞片配樂 Music (Scoring of a musical picture)                      |                                                                          |
| 第14屆 (1941) | 《小飛象》                                                               | 法蘭克·邱吉爾和奧利佛·華萊士                                             |
| 第14屆 (1941) | 《全美明星校花》                                                         | 愛德華·沃德                                                              |
| 第14屆 (1941) | 《藍調的誕生》                                                           | 羅伯特·埃米特·多蘭                                                       |
| 第14屆 (1941) | 《列兵巴克》                                                             | 查爾斯·普列文                                                            |
| 第14屆 (1941) | 《白雪溜冰團》                                                           | 赛·福伊尔                                                                |
| 第14屆 (1941) | 《太陽谷小夜曲》                                                         | 埃米爾·紐曼                                                              |
| 第14屆 (1941) | 《桑妮》                                                                 | 安東尼·柯林斯                                                            |
| 第14屆 (1941) | 《巧克力士兵》                                                           | 赫伯特·史托哈特和布羅尼斯洛·卡帕                                         |
| 第14屆 (1941) | 《草莓金髮》                                                             | 海因茲·羅姆海德                                                          |
| 第14屆 (1941) | 《黃金夢》                                                               | 莫里斯·斯特洛夫                                                          |
| 第15屆 (1942) | 最佳劇情或喜劇片配樂 Music (Music score of a dramatic or comedy picture) | 最佳劇情或喜劇片配樂 Music (Music score of a dramatic or comedy picture) |
| 第15屆 (1942) | 《扬帆》                                                                 | 馬克斯·史坦納                                                            |
| 第15屆 (1942) | 《小鹿斑比》                                                             | 法蘭克·邱吉爾和爱德华·普拉姆                                             |
| 第15屆 (1942) | 《上海风光》                                                             | 理查德·哈格曼                                                            |
| 第15屆 (1942) | 《洋基的驕傲》                                                           | 雷伊·賀琳                                                                |
| 第15屆 (1942) | 《你逃我也逃 (1942年电影)》                                              | 沃納·理查德·海曼                                                         |
| 第15屆 (1942) | 《城中頭條》                                                             | 弗雷德里克·霍兰德和莫里斯·斯特洛夫                                       |
| 第15屆 (1942) | 《克朗岱克的狂怒》                                                       | 愛德華·凱伊                                                              |
| 第15屆 (1942) | 《黑天鹅》                                                               | 艾佛瑞·纽曼                                                              |
| 第15屆 (1942) | 《丛林之书》                                                             | 米克羅斯·羅饒                                                            |
| 第15屆 (1942) | 《天方夜谭》                                                             | 弗兰克·斯金纳                                                            |
| 第15屆 (1942) | 《鸳梦重温》                                                             | 米克羅斯·羅饒                                                            |
| 第15屆 (1942) | 《仁慈島》                                                               | 赫伯特·史托哈特                                                          |
| 第15屆 (1942) | 《淘金记》                                                               | 麦克斯·特尔(Max Terr)                                                    |
| 第15屆 (1942) | 《科西嘉兄弟》                                                           | 迪米崔·迪歐肯                                                            |
| 第15屆 (1942) | 《我娶了一个女巫》                                                       | 羅伊·偉伯                                                                |
| 第15屆 (1942) | 《巴黎女子琼》                                                           | 羅伊·偉伯                                                                |
| 第15屆 (1942) | 《飞虎娇娃》                                                             | 维克多·扬                                                                |
| 第15屆 (1942) | 《银色皇后》                                                             | 维克多·扬                                                                |
| 第15屆 (1942) | 《盼卿来信》                                                             | 维克多·扬                                                                |
| 第15屆 (1942) | 最佳歌舞片配樂 Music (Scoring of a musical picture)                      |                                                                          |
| 第15屆 (1942) | 《勝利之歌》                                                             | 雷·海因多夫和海因兹·罗姆海德                                             |
| 第15屆 (1942) | 《只为你我》                                                             | 羅傑·伊甸斯和喬吉·斯托爾                                                 |
| 第15屆 (1942) | 《假期飯店》                                                             | 羅伯特·埃米特·多蘭                                                       |
| 第15屆 (1942) | 《可爱至极》                                                             | 雷伊·賀琳                                                                |
| 第15屆 (1942) | 《不是冤家不聚头》                                                       | 艾佛瑞·纽曼                                                              |
| 第15屆 (1942) | 《美凤夺鸾》                                                             | 汉斯·J·萨尔特和查尔斯·普列文                                             |
| 第15屆 (1942) | 《步兵约翰》                                                             | 沃爾特·沙爾夫                                                            |
| 第15屆 (1942) | 《乘乐高飞》                                                             | 爱德华·瓦德                                                              |
| 第16屆 (1943) | 最佳劇情或喜劇片配樂 Music (Music score of a dramatic or comedy picture) | 最佳劇情或喜劇片配樂 Music (Music score of a dramatic or comedy picture) |
| 第16屆 (1943) | 《聖女之歌》                                                             | 艾佛瑞·纽曼                                                              |
| 第16屆 (1943) | 《魔爪餘生》                                                             | 羅伊·偉伯和康斯坦丁·巴卡利内可夫                                         |
| 第16屆 (1943) | 《钻石与罪犯》                                                           | 菲爾·波特爾傑                                                            |
| 第16屆 (1943) | 《堪萨斯人》                                                             | 杰拉德·卡本纳拉                                                          |
| 第16屆 (1943) | 《反攻洛血战》                                                           | 阿隆·科普蘭                                                              |
| 第16屆 (1943) | 《刽子手之死》                                                           | 漢斯·艾斯勒                                                              |
| 第16屆 (1943) | 《拂晓突击战》                                                           | 莫里斯·斯特洛夫和路易斯·古伦伯格                                         |
| 第16屆 (1943) | 《新闻战争》                                                             | 雷伊·賀琳                                                                |
| 第16屆 (1943) | 《滑稽夫人》                                                             | 亞瑟·蘭奇                                                                |
| 第16屆 (1943) | 《空中致胜》                                                             | 爱德华·普拉姆、保罗·史密斯和奥利弗·华莱士                                |
| 第16屆 (1943) | 《了不起的霍利迪夫人》                                                   | 弗兰克·斯金纳和汉斯·J·萨尔特                                             |
| 第16屆 (1943) | 《大地雙雄》                                                             | 沃爾特·沙爾夫                                                            |
| 第16屆 (1943) | 《北非谍影》                                                             | 馬克斯·史坦納                                                            |
| 第16屆 (1943) | 《居里夫人》                                                             | 赫伯特·史托哈特                                                          |
| 第16屆 (1943) | 《月亮和六便士》                                                         | 迪米崔·迪歐肯                                                            |
| 第16屆 (1943) | 《戰地鐘聲》                                                             | 维克多·扬                                                                |
| 第16屆 (1943) | 最佳歌舞片配樂 Music (Scoring of a musical picture)                      |                                                                          |
| 第16屆 (1943) | 《从军乐》                                                               | 雷·海因多夫                                                              |
| 第16屆 (1943) | 《星钉旗万岁》                                                           | 羅伯特·埃米特·多蘭                                                       |
| 第16屆 (1943) | 《天空的极限》                                                           | 雷伊·賀琳                                                                |
| 第16屆 (1943) | 《康尼岛》                                                               | 艾佛瑞·纽曼                                                              |
| 第16屆 (1943) | 《致候吾友》                                                             | 爱德华·普拉姆、保罗·史密斯和查爾斯·沃爾科特                              |
| 第16屆 (1943) | 《銀壇鶯燕》                                                             | 弗雷德里克·里奇                                                          |
| 第16屆 (1943) | 《1943年流行音乐排行榜》                                                 | 沃爾特·沙爾夫                                                            |
| 第16屆 (1943) | 《倾情百老汇》                                                           | 莫里斯·斯特洛夫                                                          |
| 第16屆 (1943) | 《萬眾歡騰》                                                             | 赫伯特·史托哈特                                                          |
| 第16屆 (1943) | 《歌劇魅影》                                                             | 愛德華·沃德                                                              |
| 第17屆 (1944) | 最佳劇情或喜劇片配樂 Music (Music score of a dramatic or comedy picture) | 最佳劇情或喜劇片配樂 Music (Music score of a dramatic or comedy picture) |
| 第17屆 (1944) | 《自君別後》                                                             | 馬克斯·史坦納                                                            |
| 第17屆 (1944) | 《無法投遞》                                                             | 莫里斯·斯特洛夫和恩斯特·托赫                                             |
| 第17屆 (1944) | 《馬克·吐溫歷險記》                                                      | 馬克斯·史坦納                                                            |
| 第17屆 (1944) | 《聖路易斯雷大橋》                                                       | 迪米崔·迪歐肯                                                            |
| 第17屆 (1944) | 《風流債》                                                               | 亞瑟·蘭奇                                                                |
| 第17屆 (1944) | 《聖誕假期》                                                             | 汉斯·J·萨尔特                                                            |
| 第17屆 (1944) | 《雙重賠償》                                                             | 米克羅斯·羅饒                                                            |
| 第17屆 (1944) | 《海蜂突擊隊》                                                           | 沃爾特·沙爾夫和羅伊·偉伯                                                 |
| 第17屆 (1944) | 《毛猿》                                                                 | 米歇爾·米什萊和愛德華·保羅(Edward Paul)                                  |
| 第17屆 (1944) | 《明天發生的事情》                                                       | 羅伯特·斯托茲                                                            |
| 第17屆 (1944) | 《傑克倫敦》                                                             | 弗雷德里克·里奇                                                          |
| 第17屆 (1944) | 《榮華富貴》                                                             | 赫伯特·史托哈特                                                          |
| 第17屆 (1944) | 《寂寞芳心》                                                             | 康斯坦丁·巴卡利内可夫和漢斯·艾斯勒                                       |
| 第17屆 (1944) | 《公主與海盜》                                                           | 大衛·羅斯                                                                |
| 第17屆 (1944) | 《夏日風暴》                                                             | 卡爾·哈約斯                                                              |
| 第17屆 (1944) | 《三個俄羅斯女孩》                                                       | W·弗蘭克·哈林                                                            |
| 第17屆 (1944) | 《妒雨酸風》                                                             | 愛德華·保羅(Edward Paul)                                                 |
| 第17屆 (1944) | 《風中之聲》                                                             | 米歇爾·米什萊                                                            |
| 第17屆 (1944) | 《威爾遜總統傳》                                                         | 艾佛瑞·纽曼                                                              |
| 第17屆 (1944) | 《名門淑女》                                                             | 米克羅斯·羅饒                                                            |
| 第17屆 (1944) | 最佳歌舞片配樂 Music (Scoring of a musical picture)                      |                                                                          |
| 第17屆 (1944) | 《封面女郎》                                                             | 莫里斯·斯特洛夫和卡門·卓根                                               |
| 第17屆 (1944) | 《巴西》                                                                 | 沃爾特·沙爾夫                                                            |
| 第17屆 (1944) | 《步步高升》                                                             | 康斯坦丁·巴卡利内可夫                                                    |
| 第17屆 (1944) | 《好萊塢食堂》                                                           | 雷·海因多夫                                                              |
| 第17屆 (1944) | 《美目盼兮》                                                             | 艾佛瑞·纽曼                                                              |
| 第17屆 (1944) | 《荷蘭人的假期》                                                         | 沃納·理查德·海曼和寇特·威爾                                              |
| 第17屆 (1944) | 《嫦娥幻夢》                                                             | 羅伯特·埃米特·多蘭                                                       |
| 第17屆 (1944) | 《彩衫熱舞》                                                             | 愛德華·凱伊                                                              |
| 第17屆 (1944) | 《相逢聖路易》                                                           | 喬吉·斯托爾                                                              |
| 第17屆 (1944) | 《快樂的莫納漢斯》                                                       | 汉斯·J·萨尔特                                                            |
| 第17屆 (1944) | 《流浪藝人》                                                             | 費迪南德·格羅菲和利奧·艾爾多迪                                           |
| 第17屆 (1944) | 《歡樂1945》                                                             | 馬龍·梅里克(Mahlon Merrick)                                              |
| 第17屆 (1944) | 《自由大道的歡歌》                                                       | 查尔斯·普列文                                                            |
| 第17屆 (1944) | 《軍中春色》                                                             | 路易斯·福布斯(Louis Forbes)和雷·海因多夫                                 |
| 第18屆 (1945) | 最佳劇情或喜劇片配樂 Music (Music score of a dramatic or comedy picture) | 最佳劇情或喜劇片配樂 Music (Music score of a dramatic or comedy picture) |
| 第18屆 (1945) | 《意亂情迷》                                                             | 米克羅斯·羅饒                                                            |
| 第18屆 (1945) | 《聖瑪莉的鐘聲》                                                         | 羅伯特·埃米特·多蘭                                                       |
| 第18屆 (1945) | 《布魯斯特的百萬橫財》                                                   | 路易斯·福布斯(Louis Forbes)                                              |
| 第18屆 (1945) | 《基德船長》                                                             | 维尔纳·詹森                                                              |
| 第18屆 (1945) | 《魔法小屋》                                                             | 羅伊·偉伯                                                                |
| 第18屆 (1945) | 《巴巴里海岸的火焰》                                                     | 摩頓·史考特(Morton Scott)和達爾·布特斯(Dale Butts)                       |
| 第18屆 (1945) | 《G.I.的蜜月》                                                           | 愛德華·凱伊                                                              |
| 第18屆 (1945) | 《美國大兵喬的故事》                                                     | 路易·艾普利布姆和安·羅內爾                                               |
| 第18屆 (1945) | 《有客到》                                                               | 维尔纳·詹森                                                              |
| 第18屆 (1945) | 《朋友之妻》                                                             | 丹尼爾·阿費菲多                                                          |
| 第18屆 (1945) | 《天路歷程》                                                             | 艾佛瑞·纽曼                                                              |
| 第18屆 (1945) | 《失去的週末》                                                           | 米克羅斯·羅饒                                                            |
| 第18屆 (1945) | 《柔腸寸斷》                                                             | 维克多·扬                                                                |
| 第18屆 (1945) | 《獨行人》                                                               | 卡爾·哈約斯                                                              |
| 第18屆 (1945) | 《反攻緬甸》                                                             | 法蘭茲·威克斯曼                                                          |
| 第18屆 (1945) | 《地下巴黎》                                                             | 亞歷山大·湯斯曼                                                          |
| 第18屆 (1945) | 《一曲難忘》                                                             | 米克羅斯·羅饒和莫里斯·斯特洛夫                                           |
| 第18屆 (1945) | 《南方人》                                                               | 维尔纳·詹森                                                              |
| 第18屆 (1945) | 《我们之间的爱情》                                                       | 汉斯·J·萨尔特                                                            |
| 第18屆 (1945) | 《空谷芳草》                                                             | 赫伯特·史托哈特                                                          |
| 第18屆 (1945) | 《綠窗豔影》                                                             | 亞瑟·蘭奇和雨果·威廉·弗里德霍夫                                          |
| 第18屆 (1945) | 最佳歌舞片配樂 Music (Scoring of a musical picture)                      |                                                                          |
| 第18屆 (1945) | 《銀漢雙星》                                                             | 喬吉·斯托爾                                                              |
| 第18屆 (1945) | 《冰地美人》                                                             | 亞瑟·蘭奇                                                                |
| 第18屆 (1945) | 《高歌唱不停》                                                           | 傑洛姆·柯恩和汉斯·J·萨尔特                                               |
| 第18屆 (1945) | 《幸福便車》                                                             | 摩頓·史考特(Morton Scott)                                                |
| 第18屆 (1945) | 《榴火紅》                                                               | 羅伯特·埃米特·多蘭                                                       |
| 第18屆 (1945) | 《藍色狂想曲》                                                           | 雷·海因多夫和馬克斯·史坦納                                               |
| 第18屆 (1945) | 《墜入愛河》                                                             | 艾佛瑞·纽曼和查爾斯·韓德森                                               |
| 第18屆 (1945) | 《太陽帽女郎》                                                           | 愛德華·凱伊                                                              |
| 第18屆 (1945) | 《西班牙三紳士》                                                         | 爱德华·普拉姆、保罗·史密斯和查爾斯·沃爾科特                              |
| 第18屆 (1945) | 《夜夜春宵》                                                             | 馬林·斯基爾斯和莫里斯·斯特洛夫                                           |
| 第18屆 (1945) | 《女孩為何出走》                                                         | 沃爾特·格林                                                              |
| 第18屆 (1945) | 《怪人》                                                                 | 路易斯·福布斯(Louis Forbes)和雷·海因多夫                                 |
| 第19屆 (1946) | 最佳劇情或喜劇片配樂 Music (Music score of a dramatic or comedy picture) | 最佳劇情或喜劇片配樂 Music (Music score of a dramatic or comedy picture) |
| 第19屆 (1946) | 《黃金時代》                                                             | 雨果·威廉·弗里德霍夫                                                     |
| 第19屆 (1946) | 《安娜與暹羅王》                                                         | 伯納德·赫爾曼                                                            |
| 第19屆 (1946) | 《亨利五世》                                                             | 威廉·沃爾頓                                                              |
| 第19屆 (1946) | 《銀海香魂》                                                             | 弗朗茨·沃克斯曼                                                          |
| 第19屆 (1946) | 《繡巾蒙面盜》                                                           | 米克羅斯·羅饒                                                            |
| 第19屆 (1946) | 最佳歌舞片配樂 Music (Scoring of a musical picture)                      |                                                                          |
| 第19屆 (1946) | 《一代歌王》                                                             | 莫里斯·斯特洛夫                                                          |
| 第19屆 (1946) | 《碧雲天》                                                               | 羅伯特·埃米特·多蘭                                                       |
| 第19屆 (1946) | 《百年好合》                                                             | 艾佛瑞·纽曼                                                              |
| 第19屆 (1946) | 《哈維女孩》                                                             | 連尼·海頓                                                                |
| 第19屆 (1946) | 《麗日春宵》                                                             | 雷·海因多夫和馬克斯·史坦納                                               |
| 第20屆 (1947) | 最佳劇情或喜劇片配樂 Music (Music score of a dramatic or comedy picture) | 最佳劇情或喜劇片配樂 Music (Music score of a dramatic or comedy picture) |
| 第20屆 (1947) | 《雙重生活》                                                             | 米克羅斯·羅饒                                                            |
| 第20屆 (1947) | 《仁慈天使》                                                             | 雨果·威廉·弗里德霍夫                                                     |
| 第20屆 (1947) | 《長勝將軍》                                                             | 艾佛瑞·纽曼                                                              |
| 第20屆 (1947) | 《除卻巫山不是雲》                                                       | 大衛·拉克辛                                                              |
| 第20屆 (1947) | 《天倫樂》                                                               | 馬克斯·史坦納                                                            |
| 第20屆 (1947) | 最佳歌舞片配樂 Music (Scoring of a musical picture)                      |                                                                          |
| 第20屆 (1947) | 《金縷霓裳》                                                             | 艾佛瑞·纽曼                                                              |
| 第20屆 (1947) | 《紅袖傾城》                                                             | 強尼·格林                                                                |
| 第20屆 (1947) | 《萬花迎春》                                                             | 雷·海因多夫和馬克斯·史坦納                                               |
| 第20屆 (1947) | 《里约之路》                                                             | 羅伯特·埃米特·多蘭                                                       |
| 第20屆 (1947) | 《南方之歌》                                                             | 丹尼爾·阿費菲多、保罗·史密斯和查爾斯·沃爾科特                            |
| 第21屆 (1948) | 最佳劇情或喜劇片配樂 Music (Music score of a dramatic or comedy picture) | 最佳劇情或喜劇片配樂 Music (Music score of a dramatic or comedy picture) |
| 第21屆 (1948) | 《紅菱艷》                                                               | 布萊恩·伊斯代爾                                                          |
| 第21屆 (1948) | 《哈姆雷特》                                                             | 威廉·沃爾頓                                                              |
| 第21屆 (1948) | 《聖女貞德》                                                             | 雨果·威廉·弗里德霍夫                                                     |
| 第21屆 (1948) | 《心聲淚影》                                                             | 馬克斯·史坦納                                                            |
| 第21屆 (1948) | 《蛇穴》                                                                 | 艾佛瑞·纽曼                                                              |
| 第21屆 (1948) | 最佳歌舞片配樂 Music (Scoring of a musical picture)                      |                                                                          |
| 第21屆 (1948) | 《萬花錦繡》                                                             | 強尼·格林和羅傑·伊甸斯                                                   |
| 第21屆 (1948) | 《璇宮艷舞》                                                             | 维克多·扬                                                                |
| 第21屆 (1948) | 《風流海盜》                                                             | 連尼·海頓                                                                |
| 第21屆 (1948) | 《公海上的羅曼史》                                                       | 雷·海因多夫                                                              |
| 第21屆 (1948) | 《銷魂艶舞》                                                             | 艾佛瑞·纽曼                                                              |
| 第22屆 (1949) | 最佳劇情或喜劇片配樂 Music (Music score of a dramatic or comedy picture) | 最佳劇情或喜劇片配樂 Music (Music score of a dramatic or comedy picture) |
| 第22屆 (1949) | 《千金小姐》                                                             | 阿隆·科普蘭                                                              |
| 第22屆 (1949) | 《超越森林》                                                             | 馬克斯·史坦納                                                            |
| 第22屆 (1949) | 《奪得錦標歸》                                                           | 迪米崔·迪歐肯                                                            |
| 第22屆 (1949) | 最佳歌舞片配樂 Music (Scoring of a musical picture)                      |                                                                          |
| 第22屆 (1949) | 《錦城春色》                                                             | 羅傑·伊甸斯和連尼·海頓                                                   |
| 第22屆 (1949) | 《銀城歌王》                                                             | 莫里斯·斯特洛夫和喬治·鄧寧                                               |
| 第22屆 (1949) | 《璇宮玉女》                                                             | 雷·海因多夫                                                              |

### 1950年代
| 年份          | 電影名稱                                                                 | 獲提名人                                                                 |
| ------------- | ------------------------------------------------------------------------ | ------------------------------------------------------------------------ |
| 第23屆 (1950) | 最佳劇情或喜劇片配樂 Music (Music score of a dramatic or comedy picture) | 最佳劇情或喜劇片配樂 Music (Music score of a dramatic or comedy picture) |
| 第23屆 (1950) | 《日落大道》                                                             | 弗朗茨·沃克斯曼                                                          |
| 第23屆 (1950) | 《彗星美人》                                                             | 艾佛瑞·纽曼                                                              |
| 第23屆 (1950) | 《寶殿神弓》                                                             | 馬克斯·史坦納                                                            |
| 第23屆 (1950) | 《一朝春盡紅顏老》                                                       | 喬治·鄧寧                                                                |
| 第23屆 (1950) | 《霸王妖姬》                                                             | 维克多·扬                                                                |
| 第23屆 (1950) | 最佳歌舞片配樂 Music (Scoring of a musical picture)                      |                                                                          |
| 第23屆 (1950) | 《飛燕金槍》                                                             | 阿道夫·達奇和羅傑·伊甸斯                                                 |
| 第23屆 (1950) | 《仙履奇緣》                                                             | 奧利佛·華萊士和保罗·史密斯                                               |
| 第23屆 (1950) | 《笙歌響九霄》                                                           | 萊昂內爾·紐曼                                                            |
| 第23屆 (1950) | 《仙侶霓裳》                                                             | 安德烈·普列文                                                            |
| 第23屆 (1950) | 《軍校春色》                                                             | 雷·海因多夫                                                              |
| 第24屆 (1951) | 最佳劇情或喜劇片配樂 Music (Music score of a dramatic or comedy picture) | 最佳劇情或喜劇片配樂 Music (Music score of a dramatic or comedy picture) |
| 第24屆 (1951) | 《郎心如鐵》                                                             | 弗朗茨·沃克斯曼                                                          |
| 第24屆 (1951) | 《霸王奪姬》                                                             | 艾佛瑞·纽曼                                                              |
| 第24屆 (1951) | 《推銷員之死》                                                           | 亞歷克士·諾斯                                                            |
| 第24屆 (1951) | 《暴君焚城錄》                                                           | 米克羅斯·羅饒                                                            |
| 第24屆 (1951) | 《慾望街車》                                                             | 亞歷克士·諾斯                                                            |
| 第24屆 (1951) | 最佳歌舞片配樂 Music (Scoring of a musical picture)                      |                                                                          |
| 第24屆 (1951) | 《花都舞影》                                                             | 強尼·格林和索爾·卓別林                                                   |
| 第24屆 (1951) | 《愛麗絲夢遊仙境》                                                       | 奧利佛·華萊士                                                            |
| 第24屆 (1951) | 《一代歌王》                                                             | 彼得·赫曼·阿德勒和強尼·格林                                              |
| 第24屆 (1951) | 《倒鳳顛鸞》                                                             | 艾佛瑞·纽曼                                                              |
| 第24屆 (1951) | 《畫舫璇宮》                                                             | 阿道夫·達奇和康拉德·薩林格爾                                             |
| 第25屆 (1952) | 最佳劇情或喜劇片配樂 Music (Music score of a dramatic or comedy picture) | 最佳劇情或喜劇片配樂 Music (Music score of a dramatic or comedy picture) |
| 第25屆 (1952) | 《日正當中》                                                             | 迪米崔·迪歐肯                                                            |
| 第25屆 (1952) | 《劫後英雄傳》                                                           | 米克羅斯·羅饒                                                            |
| 第25屆 (1952) | 《天使顯靈》                                                             | 馬克斯·史坦納                                                            |
| 第25屆 (1952) | 《竊賊》                                                                 | 赫歇爾·伯克·吉爾伯特                                                     |
| 第25屆 (1952) | 《薩巴達傳》                                                             | 亞歷克士·諾斯                                                            |
| 第25屆 (1952) | 最佳歌舞片配樂 Music (Scoring of a musical picture)                      |                                                                          |
| 第25屆 (1952) | 《情淚心聲》                                                             | 艾佛瑞·纽曼                                                              |
| 第25屆 (1952) | 《安徒生傳》                                                             | 沃爾特·沙爾夫                                                            |
| 第25屆 (1952) | 《爵士歌手》                                                             | 雷·海因多夫和馬克斯·史坦納                                               |
| 第25屆 (1952) | 《靈媒》                                                                 | 吉安·卡洛·梅諾蒂                                                         |
| 第25屆 (1952) | 《萬花嬉春》                                                             | 連尼·海頓                                                                |
| 第26屆 (1953) | 最佳劇情或喜劇片配樂 Music (Music score of a dramatic or comedy picture) | 最佳劇情或喜劇片配樂 Music (Music score of a dramatic or comedy picture) |
| 第26屆 (1953) | 《孤鳳奇緣》                                                             | 布罗尼斯洛·卡帕                                                          |
| 第26屆 (1953) | 《原子弹轰炸广岛记》                                                     | 雨果·威廉·弗里德霍夫                                                     |
| 第26屆 (1953) | 《亂世忠魂》                                                             | 喬治·鄧寧                                                                |
| 第26屆 (1953) | 《凱撒大帝》                                                             | 米克羅斯·羅饒                                                            |
| 第26屆 (1953) | 《这是宽银幕立体电影》                                                   | 路易斯·福布斯(Louis Forbes)                                              |
| 第26屆 (1953) | 最佳歌舞片配樂 Music (Scoring of a musical picture)                      |                                                                          |
| 第26屆 (1953) | 《风流贵妇》                                                             | 艾佛瑞·纽曼                                                              |
| 第26屆 (1953) | 《五千魔指》                                                             | 弗雷德里克·霍兰德和莫里斯·斯特洛夫                                       |
| 第26屆 (1953) | 《龍鳳香車》                                                             | 阿道夫·達奇                                                              |
| 第26屆 (1953) | 《紅粉金槍》                                                             | 雷·海因多夫                                                              |
| 第26屆 (1953) | 《刁蛮公主》                                                             | 安德烈·普列文和索尔·卓别林                                               |
| 第27屆 (1954) | 最佳劇情或喜劇片配樂 Music (Music score of a dramatic or comedy picture) | 最佳劇情或喜劇片配樂 Music (Music score of a dramatic or comedy picture) |
| 第27屆 (1954) | 《情天未了緣》                                                           | 迪米崔·迪歐肯                                                            |
| 第27屆 (1954) | 《凱恩艦事變》                                                           | 馬克斯·史坦納                                                            |
| 第27屆 (1954) | 《飛車艷史》                                                             | 賴瑞·艾德勒                                                              |
| 第27屆 (1954) | 《岸上風雲》                                                             | 伦纳德·伯恩斯坦                                                          |
| 第27屆 (1954) | 《聖杯》                                                                 | 弗朗茨·沃克斯曼                                                          |
| 第27屆 (1954) | 最佳歌舞片配樂 Music (Scoring of a musical picture)                      |                                                                          |
| 第27屆 (1954) | 《七對佳偶》                                                             | 阿道夫·達奇和康拉德·薩林格爾                                             |
| 第27屆 (1954) | 《胭脂虎新傳》                                                           | 赫歇爾·伯克·吉爾伯特                                                     |
| 第27屆 (1954) | 《葛倫米勒傳》                                                           | 約瑟夫·格申森(Joseph Gershenson)和亨利·曼西尼                            |
| 第27屆 (1954) | 《星海浮沉錄》                                                           | 雷·海因多夫                                                              |
| 第27屆 (1954) | 《娛樂世界》                                                             | 艾佛瑞·紐曼和萊昂內爾·紐曼                                               |
| 第28屆 (1955) | 最佳劇情或喜劇片配樂 Music (Music score of a dramatic or comedy picture) | 最佳劇情或喜劇片配樂 Music (Music score of a dramatic or comedy picture) |
| 第28屆 (1955) | 《生死恋》                                                               | 艾佛瑞·纽曼                                                              |
| 第28屆 (1955) | 《戰地吼聲》                                                             | 馬克斯·史坦納                                                            |
| 第28屆 (1955) | 《金臂人》                                                               | 埃爾默·伯恩斯坦                                                          |
| 第28屆 (1955) | 《野宴》                                                                 | 喬治·鄧寧                                                                |
| 第28屆 (1955) | 《玫瑰梦》                                                               | 亞歷克士·諾斯                                                            |
| 第28屆 (1955) | 最佳歌舞片配樂 Music (Scoring of a musical picture)                      |                                                                          |
| 第28屆 (1955) | 《俄克拉荷马》                                                           | 拉塞尔·班尼特、杰·布雷克顿(Jay Blackton)和阿道夫·達奇                    |
| 第28屆 (1955) | 《长腿叔叔》                                                             | 艾佛瑞·纽曼                                                              |
| 第28屆 (1955) | 《红男绿女》                                                             | 杰·布雷克顿(Jay Blackton)和西里尔·J·莫克里奇                             |
| 第28屆 (1955) | 《美景良辰》                                                             | 安德列·普列文                                                            |
| 第28屆 (1955) | 《琵琶怨》                                                               | 珀西·费思和喬吉·斯托爾                                                   |
| 第29屆 (1956) | 最佳劇情或喜劇片配樂 Music (Music score of a dramatic or comedy picture) | 最佳劇情或喜劇片配樂 Music (Music score of a dramatic or comedy picture) |
| 第29屆 (1956) | 《環遊世界八十天》                                                       | 维克多·扬(過世後獲獎)                                                    |
| 第29屆 (1956) | 《真假公主》                                                             | 艾佛瑞·纽曼                                                              |
| 第29屆 (1956) | 《太平洋生死战》                                                         | 雨果·威廉·弗里德霍夫                                                     |
| 第29屆 (1956) | 《巨人》                                                                 | 迪米崔·迪歐肯                                                            |
| 第29屆 (1956) | 《雨缘》                                                                 | 亞歷克士·諾斯                                                            |
| 第29屆 (1956) | 最佳歌舞片配樂 Music (Scoring of a musical picture)                      |                                                                          |
| 第29屆 (1956) | 《国王与我》                                                             | 艾佛瑞·纽曼和肯·達比                                                     |
| 第29屆 (1956) | 《舞台春色》                                                             | 萊昂內爾·紐曼                                                            |
| 第29屆 (1956) | 《琴韵补情天》                                                           | 莫里斯·斯特洛夫和喬治·鄧寧                                               |
| 第29屆 (1956) | 《上流社會》                                                             | 強尼·格林和索爾·卓別林                                                   |
| 第29屆 (1956) | 《賭城豔遇》                                                             | 喬吉·斯托爾和強尼·格林                                                   |
| 第30屆 (1957) | 最佳配樂 Music(Scoring)                                                  | 最佳配樂 Music(Scoring)                                                  |
| 第30屆 (1957) | 《桂河大桥》                                                             | 馬爾康·亞諾                                                              |
| 第30屆 (1957) | 《金玉盟》                                                               | 雨果·威廉·弗里德霍夫                                                     |
| 第30屆 (1957) | 《爱琴海夺宝记》                                                         | 雨果·威廉·弗里德霍夫                                                     |
| 第30屆 (1957) | 《小松鼠》                                                               | 保罗·史密斯                                                              |
| 第30屆 (1957) | 《战国佳人》                                                             | 強尼·格林                                                                |
| 第31屆 (1958) | 最佳劇情或喜劇片配樂 Music (Music score of a dramatic or comedy picture) | 最佳劇情或喜劇片配樂 Music (Music score of a dramatic or comedy picture) |
| 第31屆 (1958) | 《老人与海》                                                             | 迪米崔·迪歐肯                                                            |
| 第31屆 (1958) | 《鸳鸯谱》                                                               | 大衛·拉克辛                                                              |
| 第31屆 (1958) | 《錦繡大地》                                                             | 傑羅姆·莫羅斯                                                            |
| 第31屆 (1958) | 《百戰雄獅》                                                             | 雨果·威廉·弗里德霍夫                                                     |
| 第31屆 (1958) | 《白色荒野》                                                             | 奧利佛·華萊士                                                            |
| 第31屆 (1958) | 最佳歌舞片配樂 Music (Scoring of a musical picture)                      |                                                                          |
| 第31屆 (1958) | 《金粉世界》                                                             | 安德烈·普列文                                                            |
| 第31屆 (1958) | 《失魂记》                                                               | 雷·海因多夫                                                              |
| 第31屆 (1958) | 《南國春戀》                                                             | 萊昂內爾·紐曼                                                            |
| 第31屆 (1958) | 《南太平洋》                                                             | 肯·達比和艾佛瑞·纽曼                                                     |
| 第31屆 (1958) | 《莫斯科大剧院芭蕾舞团》                                                 | 尤里·費耶和根納季·尼古拉耶維奇·羅日傑斯特文斯基                          |
| 第32屆 (1959) | 最佳劇情或喜劇片配樂 Music (Music score of a dramatic or comedy picture) | 最佳劇情或喜劇片配樂 Music (Music score of a dramatic or comedy picture) |
| 第32屆 (1959) | 《賓漢》                                                                 | 米克羅斯·羅饒                                                            |
| 第32屆 (1959) | 《海滨》                                                                 | 恩斯特·戈德                                                              |
| 第32屆 (1959) | 《枕边细语》                                                             | 弗蘭克·德沃爾                                                            |
| 第32屆 (1959) | 《安妮日記》                                                             | 艾佛瑞·纽曼                                                              |
| 第32屆 (1959) | 《修女传》                                                               | 弗朗茨·沃克斯曼                                                          |
| 第32屆 (1959) | 最佳歌舞片配樂 Music (Scoring of a musical picture)                      |                                                                          |
| 第32屆 (1959) | 《乞丐与荡妇》                                                           | 安德烈·普列文和肯·達比                                                   |
| 第32屆 (1959) | 《莱尔·艾布纳》                                                          | 尼爾森·瑞勒和約瑟·J·利利                                                 |
| 第32屆 (1959) | 《浪子歌姬》                                                             | 萊昂內爾·紐曼                                                            |
| 第32屆 (1959) | 《睡美人》                                                               | 喬治・布倫斯                                                             |
| 第32屆 (1959) | 《五个便士》                                                             | 萊思·史蒂文斯                                                            |

### 1960年代
| 年份          | 電影名稱                                                                          | 獲提名人                                                                           |
| ------------- | --------------------------------------------------------------------------------- | ---------------------------------------------------------------------------------- |
| 第33屆 (1960) | 最佳劇情或喜劇片配樂 Music (Music score of a dramatic or comedy picture)          | 最佳劇情或喜劇片配樂 Music (Music score of a dramatic or comedy picture)           |
| 第33屆 (1960) | 《出埃及记》                                                                      | 恩斯特·戈德                                                                        |
| 第33屆 (1960) | 《孽海痴魂》                                                                      | 安德烈·普列文                                                                      |
| 第33屆 (1960) | 《萬夫莫敵》                                                                      | 亞歷克士·諾斯                                                                      |
| 第33屆 (1960) | 《邊城英烈傳》                                                                    | 迪米崔·迪歐肯                                                                      |
| 第33屆 (1960) | 《豪勇七蛟龙》                                                                    | 埃爾默·伯恩斯坦                                                                    |
| 第33屆 (1960) | 最佳歌舞片配樂 Music (Scoring of a musical picture)                               |                                                                                    |
| 第33屆 (1960) | 《一曲相思未了情》                                                                | 莫里斯·斯特洛夫和哈利·蘇克曼                                                       |
| 第33屆 (1960) | 《電話皇后》                                                                      | 安德烈·普列文                                                                      |
| 第33屆 (1960) | 《我愛巴黎》                                                                      | 尼爾森·瑞勒                                                                        |
| 第33屆 (1960) | 《小人物狂想曲》                                                                  | 強尼·格林                                                                          |
| 第33屆 (1960) | 《我愛金龜婿》                                                                    | 厄爾·哈根和萊昂內爾·紐曼                                                           |
| 第34屆 (1961) | 最佳劇情或喜劇片配樂 Music (Music score of a dramatic or comedy picture)          | 最佳劇情或喜劇片配樂 Music (Music score of a dramatic or comedy picture)           |
| 第34屆 (1961) | 《第凡內早餐》                                                                    | 亨利·曼西尼                                                                        |
| 第34屆 (1961) | 《万世英雄》                                                                      | 米克羅斯·羅饒                                                                      |
| 第34屆 (1961) | 《春江花月夜》                                                                    | 莫里斯·斯特洛夫和哈利·蘇克曼                                                       |
| 第34屆 (1961) | 《夏日烟云》                                                                      | 埃爾默·伯恩斯坦                                                                    |
| 第34屆 (1961) | 《六壯士》                                                                        | 迪米崔·迪歐肯                                                                      |
| 第34屆 (1961) | 最佳歌舞片配樂 Music (Scoring of a musical picture)                               |                                                                                    |
| 第34屆 (1961) | 《西城故事》                                                                      | 索爾·卓別林、強尼·格林、艾爾文·科斯塔爾和席德·拉明                                 |
| 第34屆 (1961) | 《大地樂園》                                                                      | 喬治・布倫斯                                                                       |
| 第34屆 (1961) | 《花鼓戏》                                                                        | 艾佛瑞·纽曼和肯·達比                                                               |
| 第34屆 (1961) | 《霍瓦斯基叛亂》                                                                  | 德米特里·德米特里耶维奇·肖斯塔科维奇                                               |
| 第34屆 (1961) | 《巴黎狂恋》                                                                      | 艾靈頓公爵                                                                         |
| 第35屆 (1962) | 最佳原創配樂 Music(Music score-substantially original)                            | 最佳原創配樂 Music(Music score-substantially original)                             |
| 第35屆 (1962) | 《阿拉伯的劳伦斯》                                                                | 莫里斯·賈爾                                                                        |
| 第35屆 (1962) | 《梅岡城故事》                                                                    | 埃爾默·伯恩斯坦                                                                    |
| 第35屆 (1962) | 《弗洛伊德》                                                                      | 傑瑞·高史密斯                                                                      |
| 第35屆 (1962) | 《叛舰喋血记》                                                                    | 布羅尼斯瓦夫·卡珀                                                                  |
| 第35屆 (1962) | 《戰國群雄》                                                                      | 弗朗茨·沃克斯曼                                                                    |
| 第35屆 (1962) | 最佳改編配樂 Music(Scoring of music-adaptation or treatment)                      |                                                                                    |
| 第35屆 (1962) | 《歡樂音樂妙無窮》                                                                | 雷·海因多夫                                                                        |
| 第35屆 (1962) | 《格利姆兄弟的奇妙世界》                                                          | 雷伊·賀琳                                                                          |
| 第35屆 (1962) | 《冷暖心声冷暖情》                                                                | 米歇爾·馬涅                                                                        |
| 第35屆 (1962) | 《玫瑰舞后》                                                                      | 弗蘭克·柏金斯                                                                      |
| 第35屆 (1962) | 《马戏风云》                                                                      | 喬吉·斯托爾                                                                        |
| 第36屆 (1963) | 最佳原創配樂 Music(Music score-substantially original)                            | 最佳原創配樂 Music(Music score-substantially original)                             |
| 第36屆 (1963) | 《汤姆·琼斯》                                                                     | 約翰·艾迪生                                                                        |
| 第36屆 (1963) | 《北京55日》                                                                      | 迪米崔·迪歐肯                                                                      |
| 第36屆 (1963) | 《埃及艳后》                                                                      | 亞歷克士·諾斯                                                                      |
| 第36屆 (1963) | 《西部开拓史》                                                                    | 艾佛瑞·紐曼和肯·達比                                                               |
| 第36屆 (1963) | 《疯狂世界》                                                                      | 恩斯特·戈德                                                                        |
| 第36屆 (1963) | 最佳改編配樂 Music(Scoring of music-adaptation or treatment)                      |                                                                                    |
| 第36屆 (1963) | 《爱玛姑娘》                                                                      | 安德烈·普列文                                                                      |
| 第36屆 (1963) | 《新恋爱经》                                                                      | 萊思·史蒂文斯                                                                      |
| 第36屆 (1963) | 《欢乐今宵》                                                                      | 強尼·格林                                                                          |
| 第36屆 (1963) | 《石中剑》                                                                        | 喬治・布倫斯                                                                       |
| 第36屆 (1963) | 《花落莺啼春》                                                                    | 莫里斯·賈爾                                                                        |
| 第37屆 (1964) | 最佳原創配樂 Music(Music score-substantially original)                            | 最佳原創配樂 Music(Music score-substantially original)                             |
| 第37屆 (1964) | 《歡樂滿人間》                                                                    | 謝爾曼兄弟                                                                         |
| 第37屆 (1964) | 《雄霸天下》                                                                      | 勞倫斯·羅森塔爾                                                                    |
| 第37屆 (1964) | 《最毒妇人心》                                                                    | 弗蘭克·德沃爾                                                                      |
| 第37屆 (1964) | 《罗马帝国沦亡录》                                                                | 迪米崔·迪歐肯                                                                      |
| 第37屆 (1964) | 《粉红豹》                                                                        | 亨利·曼西尼                                                                        |
| 第37屆 (1964) | 最佳改編配樂 Music(Scoring of music-adaptation or treatment)                      |                                                                                    |
| 第37屆 (1964) | 《窈窕淑女》                                                                      | 安德烈·普列文                                                                      |
| 第37屆 (1964) | 《一夜狂欢》                                                                      | 喬治·馬丁                                                                          |
| 第37屆 (1964) | 《歡樂滿人間》                                                                    | 艾爾文·科斯塔爾                                                                    |
| 第37屆 (1964) | 《罗宾七侠》                                                                      | 尼爾森·瑞勒                                                                        |
| 第37屆 (1964) | 《翠谷奇谭》                                                                      | 羅伯特·安恩布拉斯特、李歐·阿諾德、傑克·艾利特、傑克·海斯、卡爾文·傑克遜和李歐·舒金 |
| 第38屆 (1965) | 最佳原創配樂 Music(Music score-substantially original)                            | 最佳原創配樂 Music(Music score-substantially original)                             |
| 第38屆 (1965) | 《齊瓦哥醫生》                                                                    | 莫里斯·賈爾                                                                        |
| 第38屆 (1965) | 《再生緣》                                                                        | 傑瑞·高史密斯                                                                      |
| 第38屆 (1965) | 《秋水伊人》                                                                      | 米切尔·莱格兰德和雅克·德米                                                         |
| 第38屆 (1965) | 《萬世千秋》                                                                      | 亞歷克士·諾斯                                                                      |
| 第38屆 (1965) | 《萬世流芳》                                                                      | 艾佛瑞·紐曼                                                                        |
| 第38屆 (1965) | 最佳改編配樂 Music(Scoring of music-adaptation or treatment)                      |                                                                                    |
| 第38屆 (1965) | 《真善美》                                                                        | 艾爾文·科斯塔爾                                                                    |
| 第38屆 (1965) | 《秋水伊人》                                                                      | 米切尔·莱格兰德                                                                    |
| 第38屆 (1965) | 《狼城脂粉侠》                                                                    | 弗蘭克·德沃爾                                                                      |
| 第38屆 (1965) | 《一千个小丑》                                                                    | 多恩·沃克                                                                          |
| 第38屆 (1965) | 《蝶恋花娇》                                                                      | 萊昂內爾·紐曼和亞歷山大·卡里奇                                                     |
| 第39屆 (1966) | 最佳原創配樂 Music(Original music score)                                          | 最佳原創配樂 Music(Original music score)                                           |
| 第39屆 (1966) | 《獅子與我》                                                                      | 約翰·巴瑞                                                                          |
| 第39屆 (1966) | 《開天闢地》                                                                      | 黛敏郎                                                                             |
| 第39屆 (1966) | 《夏威夷》                                                                        | 埃爾默·伯恩斯坦                                                                    |
| 第39屆 (1966) | 《圣保罗炮艇》                                                                    | 傑瑞·高史密斯                                                                      |
| 第39屆 (1966) | 《靈慾春宵》                                                                      | 亞歷克士·諾斯                                                                      |
| 第39屆 (1966) | 最佳改編配樂 Music(Scoring of music-adaptation or treatment)                      |                                                                                    |
| 第39屆 (1966) | 《春光满古城》                                                                    | 肯·索恩                                                                            |
| 第39屆 (1966) | 《马太福音》                                                                      | 路易斯·巴卡洛夫                                                                    |
| 第39屆 (1966) | 《七鏢客》                                                                        | 埃爾默·伯恩斯坦                                                                    |
| 第39屆 (1966) | 《仙樂飄飄處處聞》                                                                | 哈利·蘇克曼                                                                        |
| 第39屆 (1966) | 《馬戲人生》                                                                      | 阿爾·哈姆                                                                          |
| 第40屆 (1967) | 最佳原創配樂 Music(Original music score)                                          | 最佳原創配樂 Music(Original music score)                                           |
| 第40屆 (1967) | 《蜜莉姑娘》                                                                      | 埃爾默·伯恩斯坦                                                                    |
| 第40屆 (1967) | 《铁窗喋血》                                                                      | 拉羅·斯齊弗林                                                                      |
| 第40屆 (1967) | 《杜立德医生》                                                                    | 萊斯利·布里庫斯                                                                    |
| 第40屆 (1967) | 《瘋狂佳人》                                                                      | 理查德·羅德尼·班尼特                                                               |
| 第40屆 (1967) | 《冷血》                                                                          | 昆西·瓊斯                                                                          |
| 第40屆 (1967) | 最佳改編配樂 Music(Scoring of music-adaptation or treatment)                      |                                                                                    |
| 第40屆 (1967) | 《凤宫劫美录》                                                                    | 艾佛瑞·紐曼和肯·達比                                                               |
| 第40屆 (1967) | 《杜立德医生》                                                                    | 萊昂內爾·紐曼和亞歷山大·卡里奇                                                     |
| 第40屆 (1967) | 《誰來晚餐》                                                                      | 弗蘭克·德沃爾                                                                      |
| 第40屆 (1967) | 《蜜莉姑娘》                                                                      | 安德烈·普列文和約塞夫·葛漢森(Joseph Gershenson)                                    |
| 第40屆 (1967) | 《风月泣残红》                                                                    | 約翰·威廉斯                                                                        |
| 第41屆 (1968) | 最佳非歌舞片原創配樂 Music(Original score-for a motion picture [not a musical])   | 最佳非歌舞片原創配樂 Music(Original score-for a motion picture [not a musical])    |
| 第41屆 (1968) | 《冬狮》                                                                          | 約翰·巴瑞                                                                          |
| 第41屆 (1968) | 《人猿星球》                                                                      | 傑瑞·高史密斯                                                                      |
| 第41屆 (1968) | 《龙凤斗智》                                                                      | 米切尔·莱格兰德                                                                    |
| 第41屆 (1968) | 《风云英杰》                                                                      | 亞歷克士·諾斯                                                                      |
| 第41屆 (1968) | 《女狐》                                                                          | 拉羅·斯齊弗林                                                                      |
| 第41屆 (1968) | 最佳歌舞片原創或改編配樂 Music(Score of a musical picture-original or adaptation) |                                                                                    |
| 第41屆 (1968) | 《孤雛淚》                                                                        | 強尼·格林(改編配樂)                                                                |
| 第41屆 (1968) | 《星星星》                                                                        | 連尼·海頓(改編配樂)                                                                |
| 第41屆 (1968) | 《彩虹仙子》                                                                      | 雷·海因多夫(改編配樂)                                                              |
| 第41屆 (1968) | 《柳媚花娇》                                                                      | 米切尔·莱格兰德(改編配樂)和雅克·德米(作詞)                                         |
| 第41屆 (1968) | 《妙女郎》                                                                        | 沃爾特·沙爾夫(改編配樂)                                                            |
| 第42屆 (1969) | 最佳非歌舞片原創配樂 Music(Original score-for a motion picture [not a musical])   | 最佳非歌舞片原創配樂 Music(Original score-for a motion picture [not a musical])    |
| 第42屆 (1969) | 《虎豹小霸王》                                                                    | 伯特·巴卡拉克                                                                      |
| 第42屆 (1969) | 《安妮的一千日》                                                                  | 喬治·狄勒瑞                                                                        |
| 第42屆 (1969) | 《华丽冒险》                                                                      | 約翰·威廉斯                                                                        |
| 第42屆 (1969) | 《戰爭大秘密》                                                                    | 恩斯特·戈德                                                                        |
| 第42屆 (1969) | 《日落黄沙》                                                                      | 傑瑞·菲爾丁                                                                        |
| 第42屆 (1969) | 最佳歌舞片原創或改編配樂 Music(Score of a musical picture-original or adaptation) |                                                                                    |
| 第42屆 (1969) | 《我愛紅娘》                                                                      | 連尼·海頓和萊昂內爾·紐曼(改編配樂)                                                 |
| 第42屆 (1969) | 《万世师表》                                                                      | 萊斯利·布里庫斯(詞曲)和約翰·威廉斯(改編配樂)                                       |
| 第42屆 (1969) | 《长征万宝山》                                                                    | 尼爾森·瑞勒(改編配樂)                                                              |
| 第42屆 (1969) | 《生命的旋律》                                                                    | 塞·科爾曼(改編配樂)                                                                |
| 第42屆 (1969) | 《射马记》                                                                        | 強尼·格林和阿爾伯特·伍德伯里(Albert Woodbury)(改編配樂)                            |

### 1970年代
| 年份          | 電影名稱                                                                                 | 獲提名人 |
| ------------- | ---------------------------------------------------------------------------------------- | --- |
| 第43屆 (1970) | 最佳原創配樂 Music(Original score)                                                       | 最佳原創配樂 Music(Original score)                                                                                 |
| 第43屆 (1970) | 《爱情故事》                                                                             | 弗朗西斯·萊 |
| 第43屆 (1970) | 《国际机场》                                                                             | 艾佛瑞·紐曼 |
| 第43屆 (1970) | 《巴顿将军》                                                                             | 傑瑞·高史密斯 |
| 第43屆 (1970) | 《鎮國大將軍》                                                                           | 弗蘭克·科德爾 |
| 第43屆 (1970) | 《向日葵》                                                                               | 亨利·曼西尼 |
| 第43屆 (1970) | 最佳歌曲配樂 Music(Original song score)                                                  | |
| 第43屆 (1970) | 《随他去吧》                                                                             | 披頭四樂團(作詞作曲)                                                                                               |
| 第43屆 (1970) | 《婴儿制造者》                                                                           | 弗雷德·卡爾林(作曲)和泰爾維斯·卡爾林(Tylwyth Kymry)(作詞)                                                          |
| 第43屆 (1970) | 《查理布朗男孩》                                                                         | 羅德·麥克庫恩(詞曲)、約翰·史考特·特羅特(作曲)、比爾·門勒德茲(作詞)、艾爾·辛(Al Shean)(作詞)和文斯·葛拉迪(改編配樂) |
| 第43屆 (1970) | 《拂晓出击》                                                                             | 亨利·曼西尼(作曲)和強尼·默瑟(作詞)                                                                                 |
| 第43屆 (1970) | 《小气财神》                                                                             | 萊斯利·布里庫斯(詞曲)、伊恩·福瑞澤和赫爾伯特·W·斯賓塞(改編配樂)                                                    |
| 第44屆 (1971) | 最佳原創配樂 Music(Original dramatic score)                                              | 最佳原創配樂 Music(Original dramatic score)                                                                        |
| 第44屆 (1971) | 《往事如烟》                                                                             | 米切尔·莱格兰德 |
| 第44屆 (1971) | 《英宮恨》                                                                               | 約翰·巴瑞 |
| 第44屆 (1971) | 《宮廷秘史》                                                                             | 理查德·羅德尼·班尼特                                                                                               |
| 第44屆 (1971) | 《黑街神探》                                                                             | 艾薩克·海耶斯 |
| 第44屆 (1971) | 《稻草狗》                                                                               | 傑瑞·菲爾丁 |
| 第44屆 (1971) | 最佳改編配樂 Music(Scoring: Adaptation and original song score)                          | |
| 第44屆 (1971) | 《屋顶上的提琴手》                                                                       | 約翰·威廉斯(改編配樂)                                                                                              |
| 第44屆 (1971) | 《飞天万能床》                                                                           | 謝爾曼兄弟(歌曲配樂)和艾爾文·科斯塔爾(改編配樂)                                                                    |
| 第44屆 (1971) | 《男朋友》                                                                               | 彼得·馬克斯韋爾·戴維斯和彼得·格林韋爾(改編配樂)                                                                    |
| 第44屆 (1971) | 《柴可夫斯基》                                                                           | 迪米崔·迪歐肯(改編配樂)                                                                                            |
| 第44屆 (1971) | 《欢乐糖果屋》                                                                           | 萊斯利·布里庫斯、安東尼·紐利(歌曲配樂)和沃爾特·沙爾夫(改編配樂)                                                    |
| 第45屆 (1972) | 最佳原創配樂 Music(Original dramatic score)                                              | 最佳原創配樂 Music(Original dramatic score)                                                                        |
| 第45屆 (1972) | 《舞台生涯》                                                                             | 查理·卓別林、雷蒙德·拉施(過世後獲獎)、拉里·羅素(過世後獲獎)                                                        |
| 第45屆 (1972) | 《幻象》                                                                                 | 約翰·威廉斯 |
| 第45屆 (1972) | 《狮子与小孩》                                                                           | 巴迪·貝克 |
| 第45屆 (1972) | 《海神號》                                                                               | 約翰·威廉斯 |
| 第45屆 (1972) | 《偵探》                                                                                 | 約翰·艾迪生 |
| 第45屆 (1972) | 最佳改編配樂 Music(Scoring: Adaptation and original song score)                          | |
| 第45屆 (1972) | 《酒店》                                                                                 | 雷夫·伯恩斯(改編配樂)                                                                                              |
| 第45屆 (1972) | 《难补遺恨天》                                                                           | 吉爾·阿斯奇(改編配樂)                                                                                              |
| 第45屆 (1972) | 《夢幻騎士》                                                                             | 勞倫斯·羅森塔爾 |
| 第46屆 (1973) | 最佳原創配樂 Music(Original dramatic score)                                              | 最佳原創配樂 Music(Original dramatic score)                                                                        |
| 第46屆 (1973) | 《往日情怀》                                                                             | 马文·哈姆利奇 |
| 第46屆 (1973) | 《吧女生涯原是夢》                                                                       | 約翰·威廉斯 |
| 第46屆 (1973) | 《碧海騰蛟龍》                                                                           | 喬治·狄勒瑞 |
| 第46屆 (1973) | 《惡魔島》                                                                               | 傑瑞·高史密斯 |
| 第46屆 (1973) | 《金屋梦痕》                                                                             | 約翰·卡梅倫 |
| 第46屆 (1973) | 最佳改編配樂 Music(Scoring: original song score and adaptation -or- scoring: adaptation) | |
| 第46屆 (1973) | 《刺激》                                                                                 | 马文·哈姆利奇(改編配樂)                                                                                            |
| 第46屆 (1973) | 《万世巨星》                                                                             | 安德列·普列文、赫爾伯特·W·斯賓塞和安德鲁·劳埃德·韦伯(改編配樂)                                                     |
| 第46屆 (1973) | 《汤姆历险记》                                                                           | 謝爾曼兄弟(歌曲配樂)和約翰·威廉斯(改編配樂)                                                                        |
| 第47屆 (1974) | 最佳原創配樂 Music(Original dramatic score)                                              | 最佳原創配樂 Music(Original dramatic score)                                                                        |
| 第47屆 (1974) | 《教父II》                                                                               | 尼諾·羅塔和卡邁·科波拉                                                                                             |
| 第47屆 (1974) | 《唐人街》                                                                               | 傑瑞·高史密斯 |
| 第47屆 (1974) | 《東方快車謀殺案》                                                                       | 理查德·羅德尼·班尼特                                                                                               |
| 第47屆 (1974) | 《长腿人》                                                                               | 亞歷克士·諾斯 |
| 第47屆 (1974) | 《火燒摩天樓》                                                                           | 約翰·威廉斯 |
| 第47屆 (1974) | 最佳改編配樂 Music(Scoring: original song score and adaptation -or- scoring: adaptation) | |
| 第47屆 (1974) | 《大亨小傳》                                                                             | 尼爾森·瑞勒(改編配樂)                                                                                              |
| 第47屆 (1974) | 《小王子》                                                                               | 艾倫·傑伊·勒納和弗雷德里克·洛伊(歌曲配樂)、安吉拉·茉莉和道格拉斯·加姆利(改編配樂)                                  |
| 第47屆 (1974) | 《天堂幻象》                                                                             | 保羅·威廉斯(歌曲及改編配樂)和喬治·蒂普頓(改編配樂)                                                                 |
| 第48屆 (1975) | 最佳原創配樂 Music(Original score)                                                       | 最佳原創配樂 Music(Original score)                                                                                 |
| 第48屆 (1975) | 《大白鲨》                                                                               | 約翰·威廉斯 |
| 第48屆 (1975) | 《做樂生活》                                                                             | 傑拉德·弗里德 |
| 第48屆 (1975) | 《咬紧子弹》                                                                             | 亞歷克士·諾斯 |
| 第48屆 (1975) | 《飛越杜鵑窩》                                                                           | 傑克·尼采 |
| 第48屆 (1975) | 《黑狮震雄风》                                                                           | 傑瑞·高史密斯 |
| 第48屆 (1975) | 最佳改編配樂 Music(Scoring: original song score and adaptation -or- scoring: adaptation) | |
| 第48屆 (1975) | 《亂世兒女》                                                                             | 雷納德·羅森曼(改編配樂)                                                                                            |
| 第48屆 (1975) | 《俏佳人》                                                                               | 彼得·馬茨(改編配樂)                                                                                                |
| 第48屆 (1975) | 《衝破黑暗谷》                                                                           | 皮特·湯申德(改編配樂)                                                                                              |
| 第49屆 (1976) | 最佳原創配樂 Music(Original score)                                                       | 最佳原創配樂 Music(Original score)                                                                                 |
| 第49屆 (1976) | 《天魔》                                                                                 | 傑瑞·高史密斯 |
| 第49屆 (1976) | 《迷情记》                                                                               | 伯納德·赫爾曼(過世後獲提名)                                                                                        |
| 第49屆 (1976) | 《西部执法者》                                                                           | 傑瑞·菲爾丁 |
| 第49屆 (1976) | 《計程車司机》                                                                           | 伯納德·赫爾曼(過世後獲提名)                                                                                        |
| 第49屆 (1976) | 《苦海余生》                                                                             | 拉羅·斯齊弗林 |
| 第49屆 (1976) | 最佳改編配樂 Music(Original song score and it's adaptation or adaptation score)          | |
| 第49屆 (1976) | 《光榮之路》                                                                             | 雷納德·羅森曼(改編配樂)                                                                                            |
| 第49屆 (1976) | 《龙蛇小霸王》                                                                           | 保羅·威廉斯(改編配樂)                                                                                              |
| 第49屆 (1976) | 《星夢淚痕》                                                                             | 羅傑·凱爾威(改編配樂)                                                                                              |
| 第50屆 (1977) | 最佳原創配樂 Music(Original score)                                                       | 最佳原創配樂 Music(Original score)                                                                                 |
| 第50屆 (1977) | 《星際大戰四部曲：曙光乍現》                                                             | 約翰·威廉斯 |
| 第50屆 (1977) | 《茱莉亞》                                                                               | 喬治·狄勒瑞 |
| 第50屆 (1977) | 《007系列之海底城》                                                                      | 马文·哈姆利奇 |
| 第50屆 (1977) | 《上帝的使者穆罕默德》                                                                   | 莫里斯·賈爾 |
| 第50屆 (1977) | 《第三类接触》                                                                           | 約翰·威廉斯 |
| 第50屆 (1977) | 最佳改編配樂 Music(Original song score and it's adaptation or adaptation score)          | |
| 第50屆 (1977) | 《小夜曲》                                                                               | 喬納森·圖尼克(改編配樂)                                                                                            |
| 第50屆 (1977) | 《妙妙龙》                                                                               | 阿爾·卡沙、喬爾·海施霍恩(歌曲配樂)、艾爾文·科斯塔爾(改編配樂)                                                      |
| 第50屆 (1977) | 《水晶鞋与玫瑰花》                                                                       | 謝爾曼兄弟(歌曲配樂)、安吉拉·茉莉(改編配樂)                                                                        |
| 第51屆 (1978) | 最佳原創配樂 Music(Original score)                                                       | 最佳原創配樂 Music(Original score)                                                                                 |
| 第51屆 (1978) | 《午夜快车》                                                                             | 乔治·莫罗德尔 |
| 第51屆 (1978) | 《納粹大謀殺》                                                                           | 傑瑞·高史密斯 |
| 第51屆 (1978) | 《天堂之日》                                                                             | 恩尼奥·莫里科内 |
| 第51屆 (1978) | 《上錯天堂投錯胎》                                                                       | 戴夫·格魯辛 |
| 第51屆 (1978) | 《超人》                                                                                 | 約翰·威廉斯 |
| 第51屆 (1978) | 最佳改編配樂 Music(Adaptation score)                                                     | |
| 第51屆 (1978) | 《巴迪霍利传》                                                                           | 喬·倫澤蒂 |
| 第51屆 (1978) | 《新绿野仙踪》                                                                           | 昆西·瓊斯 |
| 第51屆 (1978) | 《漂亮寶貝》                                                                             | 傑瑞·韋克斯勒 |
| 第52屆 (1979) | 最佳原創配樂 Music(Original score)                                                       | 最佳原創配樂 Music(Original score)                                                                                 |
| 第52屆 (1979) | 《情定日落桥》                                                                           | 喬治·狄勒瑞 |
| 第52屆 (1979) | 《星舰迷航记》                                                                           | 傑瑞·高史密斯 |
| 第52屆 (1979) | 《天涯赤子心》                                                                           | 戴夫·格魯辛 |
| 第52屆 (1979) | 《十全十美》                                                                             | 亨利·曼西尼 |
| 第52屆 (1979) | 《靈異鬼現》                                                                             | 拉羅·斯齊弗林 |
| 第52屆 (1979) | 最佳改編配樂 Music(Original song score and it's adaptation or adaptation score)          | |
| 第52屆 (1979) | 《爵士春秋》                                                                             | 雷夫·伯恩斯(改編配樂)                                                                                              |
| 第52屆 (1979) | 《告别昨日》                                                                             | 派屈克·威廉斯(改編配樂)                                                                                            |
| 第52屆 (1979) | 《布偶歷險記》                                                                           | 保羅·威廉斯(歌曲及改編配樂)和肯尼斯·阿舍徹(歌曲配樂)                                                               |

### 1980年代
| 年份          | 電影名稱                                                                        | 獲提名人 |
| ------------- | ------------------------------------------------------------------------------- | --- |
| 第53屆 (1980) | 最佳原創配樂 Music(Original score)                                              | 最佳原創配樂 Music(Original score) |
| 第53屆 (1980) | 《名扬四海》                                                                    | 邁克·戈爾 |
| 第53屆 (1980) | 《變形博士》                                                                    | 約翰·科里利亞諾 |
| 第53屆 (1980) | 《象人》                                                                        | 約翰·莫利斯 |
| 第53屆 (1980) | 《星際大戰五部曲：帝國大反擊》                                                  | 約翰·威廉斯 |
| 第53屆 (1980) | 《黛絲姑娘》                                                                    | 菲利普·薩德 |
| 第54屆 (1981) | 最佳原創配樂 Music(Original score)                                              | 最佳原創配樂 Music(Original score) |
| 第54屆 (1981) | 《火战车》                                                                      | 范吉利斯 |
| 第54屆 (1981) | 《金池塘》                                                                      | 戴夫·格魯辛 |
| 第54屆 (1981) | 《屠龙记》                                                                      | 亞歷克士·諾斯 |
| 第54屆 (1981) | 《爵士年代》                                                                    | 蘭迪·紐曼 |
| 第54屆 (1981) | 《法櫃奇兵》                                                                    | 約翰·威廉斯 |
| 第55屆 (1982) | 最佳原創配樂 Music(Original score)                                              | 最佳原創配樂 Music(Original score) |
| 第55屆 (1982) | 《E.T.外星人》                                                                  | 約翰·威廉斯 |
| 第55屆 (1982) | 《甘地》                                                                        | 拉維·香卡和喬治·芬頓 |
| 第55屆 (1982) | 《军官与绅士》                                                                  | 傑克·尼采 |
| 第55屆 (1982) | 《鬼哭神號》                                                                    | 傑瑞·高史密斯 |
| 第55屆 (1982) | 《蘇菲亞的選擇》                                                                | 马文·哈姆利奇 |
| 第55屆 (1982) | 最佳改編配樂 Music(Original song score and it's adaptation or adaptation score) | |
| 第55屆 (1982) | 《雌雄莫辩》                                                                    | 亨利·曼西尼(歌曲及改編配樂)和萊斯利·布里庫斯(歌曲配樂) |
| 第55屆 (1982) | 《安妮》                                                                        | 雷夫·伯恩斯(改編配樂) |
| 第55屆 (1982) | 《旧爱新欢》                                                                    | 湯姆·威茲(歌曲配樂) |
| 第56屆 (1983) | 最佳原創配樂 Music(Original score)                                              | 最佳原創配樂 Music(Original score) |
| 第56屆 (1983) | 《太空先锋》                                                                    | 比爾·康提 |
| 第56屆 (1983) | 《十字小溪》                                                                    | 雷納德·羅森曼 |
| 第56屆 (1983) | 《星際大戰VI：絕地大反攻》                                                      | 約翰·威廉斯 |
| 第56屆 (1983) | 《親密關係》                                                                    | 邁克·戈爾 |
| 第56屆 (1983) | 《战火下》                                                                      | 傑瑞·高史密斯 |
| 第56屆 (1983) | 最佳改編配樂 Music(Original song score and it's adaptation or adaptation score) | |
| 第56屆 (1983) | 《楊朵》                                                                        | 米切尔·莱格兰德(歌曲及改編配樂)和艾倫·伯格曼及瑪莉蓮·伯格曼(歌曲配樂) |
| 第56屆 (1983) | 《刺激II》                                                                      | 拉羅·斯齊弗林(改編配樂) |
| 第56屆 (1983) | 《你整我，我整你》                                                              | 埃爾默·伯恩斯坦(改編配樂) |
| 第57屆 (1984) | 最佳原創配樂 Music(Original score)                                              | 最佳原創配樂 Music(Original score) |
| 第57屆 (1984) | 《印度之旅》                                                                    | 莫里斯·賈爾 |
| 第57屆 (1984) | 《魔宮傳奇》                                                                    | 約翰·威廉斯 |
| 第57屆 (1984) | 《天生好手》                                                                    | 蘭迪·紐曼 |
| 第57屆 (1984) | 《怒河春醒》                                                                    | 約翰·威廉斯 |
| 第57屆 (1984) | 《在火山下》                                                                    | 亞歷克士·諾斯 |
| 第57屆 (1984) | 最佳歌曲配樂 Music(Original song score)                                         | |
| 第57屆 (1984) | 《紫雨》                                                                        | 王子 |
| 第57屆 (1984) | 《木偶出征百老汇》                                                              | 傑夫·莫斯 |
| 第57屆 (1984) | 《音乐人的游戏》                                                                | 克里斯·克里斯托佛森 |
| 第58屆 (1985) | 最佳原創配樂 Music(Original score)                                              | 最佳原創配樂 Music(Original score) |
| 第58屆 (1985) | 《遠離非洲》                                                                    | 約翰·巴瑞 |
| 第58屆 (1985) | 《上帝的女儿》                                                                  | 喬治·狄勒瑞 |
| 第58屆 (1985) | 《紫色姊妹花》                                                                  | 克里斯·博德曼(Chris Boardman)、喬治・卡拉卓利、安德雷·克魯希、傑克·海斯、傑瑞·黑、昆西·瓊斯、蘭迪·克伯、 傑瑞米·盧保克(Jeremy Lubbock)、喬爾·羅森巴姆(Joel Rosenbaum)、切普斯·塞門尼亞、佛瑞德·史坦納和魯德·坦普爾頓 |
| 第58屆 (1985) | 《四大漢》                                                                      | 布魯斯·鮑頓 |
| 第58屆 (1985) | 《证人》                                                                        | 莫里斯·賈爾 |
| 第59屆 (1986) | 最佳原創配樂 Music(Original score)                                              | 最佳原創配樂 Music(Original score) |
| 第59屆 (1986) | 《午夜旋律》                                                                    | 贺比·汉考克 |
| 第59屆 (1986) | 《异形2》                                                                       | 詹姆斯·霍纳 |
| 第59屆 (1986) | 《火爆教頭草地兵》                                                              | 傑瑞·高史密斯 |
| 第59屆 (1986) | 《教会》                                                                        | 顏尼歐·莫利克奈 |
| 第59屆 (1986) | 《星艦迷航記IV：搶救未來》                                                      | 雷納德·羅森曼 |
| 第60屆 (1987) | 最佳原創配樂 Music(Original score)                                              | 最佳原創配樂 Music(Original score) |
| 第60屆 (1987) | 《末代皇帝》                                                                    | 大衛·伯恩、坂本龍一和蘇聰 |
| 第60屆 (1987) | 《哭喊自由》                                                                    | 喬治·芬頓和霍納斯·格汪瓦 |
| 第60屆 (1987) | 《太阳帝国》                                                                    | 約翰·威廉斯 |
| 第60屆 (1987) | 《鐵面無私》                                                                    | 顏尼歐·莫利克奈 |
| 第60屆 (1987) | 《紫屋魔戀》                                                                    | 約翰·威廉斯 |
| 第61屆 (1988) | 最佳原創配樂 Music(Original score)                                              | 最佳原創配樂 Music(Original score) |
| 第61屆 (1988) | 《荳田戰役》                                                                    | 戴夫·格魯辛 |
| 第61屆 (1988) | 《意外的旅客》                                                                  | 約翰·威廉斯 |
| 第61屆 (1988) | 《危險關係》                                                                    | 喬治·芬頓 |
| 第61屆 (1988) | 《迷雾森林十八年》                                                              | 莫里斯·賈爾 |
| 第61屆 (1988) | 《雨人》                                                                        | 漢斯·季默 |
| 第62屆 (1989) | 最佳原創配樂 Music(Original score)                                              | 最佳原創配樂 Music(Original score) |
| 第62屆 (1989) | 《小美人魚》                                                                    | 亞倫·孟肯 |
| 第62屆 (1989) | 《七月四日誕生》                                                                | 約翰·威廉斯 |
| 第62屆 (1989) | 《一曲相思情未了》                                                              | 戴夫·格魯辛 |
| 第62屆 (1989) | 《夢幻成真》                                                                    | 詹姆斯·霍纳 |
| 第62屆 (1989) | 《聖戰奇兵》                                                                    | 約翰·威廉斯 |

### 1990年代
| 年份          | 電影名稱                                                           | 獲提名人                                                      |
| ------------- | ------------------------------------------------------------------ | ------------------------------------------------------------- |
| 第63屆 (1990) | 最佳原創配樂 Music(Original score)                                 | 最佳原創配樂 Music(Original score)                            |
| 第63屆 (1990) | 《与狼共舞》                                                       | 約翰·巴瑞                                                     |
| 第63屆 (1990) | 《適者生存》                                                       | 蘭迪·紐曼                                                     |
| 第63屆 (1990) | 《第六感生死戀》                                                   | 莫里斯·賈爾                                                   |
| 第63屆 (1990) | 《哈瓦那》                                                         | 戴夫·格鲁辛                                                   |
| 第63屆 (1990) | 《小鬼当家》                                                       | 約翰·威廉斯                                                   |
| 第64屆 (1991) | 最佳原創配樂 Music(Original score)                                 | 最佳原創配樂 Music(Original score)                            |
| 第64屆 (1991) | 《美女与野兽》                                                     | 亞倫·孟肯                                                     |
| 第64屆 (1991) | 《豪情四海》                                                       | 恩尼奥·莫里科内                                               |
| 第64屆 (1991) | 《奇幻城市》                                                       | 喬治·芬頓                                                     |
| 第64屆 (1991) | 《誰殺了甘迺迪》                                                   | 約翰·威廉斯                                                   |
| 第64屆 (1991) | 《潮浪王子》                                                       | 詹姆斯·紐頓·霍華                                              |
| 第65屆 (1992) | 最佳原創配樂 Music(Original score)                                 | 最佳原創配樂 Music(Original score)                            |
| 第65屆 (1992) | 《阿拉丁》                                                         | 亞倫·孟肯                                                     |
| 第65屆 (1992) | 《第六感追緝令》                                                   | 傑瑞·高史密斯                                                 |
| 第65屆 (1992) | 《卓別林與他的情人》                                               | 約翰·巴瑞                                                     |
| 第65屆 (1992) | 《此情可問天》                                                     | 理查德·罗宾斯                                                 |
| 第65屆 (1992) | 《大河戀》                                                         | 馬克·艾沙姆                                                   |
| 第66屆 (1993) | 最佳原創配樂 Music(Original score)                                 | 最佳原創配樂 Music(Original score)                            |
| 第66屆 (1993) | 《辛德勒的名单》                                                   | 約翰·威廉斯                                                   |
| 第66屆 (1993) | 《纯真年代》                                                       | 埃爾默·伯恩斯坦                                               |
| 第66屆 (1993) | 《黑色豪門企業》                                                   | 戴夫·格鲁辛                                                   |
| 第66屆 (1993) | 《絕命追殺令》                                                     | 詹姆斯·紐頓·霍華                                              |
| 第66屆 (1993) | 《長日將盡》                                                       | 理查德·罗宾斯                                                 |
| 第67屆 (1994) | 最佳原創配樂 Music(Original score)                                 | 最佳原創配樂 Music(Original score)                            |
| 第67屆 (1994) | 《狮子王》                                                         | 漢斯·季默                                                     |
| 第67屆 (1994) | 《阿甘正传》                                                       | 亞倫·席維斯崔                                                 |
| 第67屆 (1994) | 《夜访吸血鬼》                                                     | 艾略特·高登索                                                 |
| 第67屆 (1994) | 《新小妇人》                                                       | 湯瑪斯·紐曼                                                   |
| 第67屆 (1994) | 《刺激1995》                                                       | 湯瑪斯·紐曼                                                   |
| 第68屆 (1995) | 最佳原創劇情類配樂 Music(Original dramatic score)                  | 最佳原創劇情類配樂 Music(Original dramatic score)             |
| 第68屆 (1995) | 《郵差》                                                           | 路易斯·巴卡洛夫                                               |
| 第68屆 (1995) | 《理性與感性》                                                     | 派屈克·道爾                                                   |
| 第68屆 (1995) | 《阿波罗13号》                                                     | 詹姆斯·霍納                                                   |
| 第68屆 (1995) | 《白宮風暴》                                                       | 約翰·威廉斯                                                   |
| 第68屆 (1995) | 《梅爾吉勃遜之英雄本色》                                           | 詹姆斯·霍納                                                   |
| 第68屆 (1995) | 最佳原創音樂類或喜劇類配樂 Music(Original Musical or Comedy Score) |                                                               |
| 第68屆 (1995) | 《风中奇缘》                                                       | 亞倫·孟肯(作曲及管弦配樂)及史蒂芬·施沃茨(作詞)                |
| 第68屆 (1995) | 《新龍鳳配》                                                       | 約翰·威廉斯                                                   |
| 第68屆 (1995) | 《白宮夜未眠》                                                     | 馬克·沙曼                                                     |
| 第68屆 (1995) | 《玩具总动员》                                                     | 蘭迪·紐曼                                                     |
| 第68屆 (1995) | 《真情赤子心》                                                     | 湯瑪斯·紐曼                                                   |
| 第69屆 (1996) | 最佳原創劇情類配樂 Music(Original dramatic score)                  | 最佳原創劇情類配樂 Music(Original dramatic score)             |
| 第69屆 (1996) | 《英倫情人》                                                       | 蓋布瑞·雅德                                                   |
| 第69屆 (1996) | 《肯尼斯布萊納之哈姆雷特》                                         | 派屈克·道爾                                                   |
| 第69屆 (1996) | 《豪情本色》                                                       | 艾略特·高登索                                                 |
| 第69屆 (1996) | 《鋼琴師》                                                         | 大衛·希施費爾德                                               |
| 第69屆 (1996) | 《豪情四兄弟》                                                     | 約翰·威廉斯                                                   |
| 第69屆 (1996) | 最佳原創音樂類或喜劇類配樂 Music(Original Musical or Comedy Score) |                                                               |
| 第69屆 (1996) | 《艾瑪姑娘要出嫁》                                                 | 瑞秋·波特曼                                                   |
| 第69屆 (1996) | 《大老婆俱樂部》                                                   | 馬克·沙曼                                                     |
| 第69屆 (1996) | 《鐘樓怪人》                                                       | 亞倫·孟肯(作曲及管弦配樂)及史蒂芬·施沃茨(作詞)                |
| 第69屆 (1996) | 《飛天巨桃歷險記》                                                 | 蘭迪·紐曼                                                     |
| 第69屆 (1996) | 《惠妮休斯頓之天使保鑣》                                           | 漢斯·季默                                                     |
| 第70屆 (1997) | 最佳原創劇情類配樂 Music(Original dramatic score)                  | 最佳原創劇情類配樂 Music(Original dramatic score)             |
| 第70屆 (1997) | 《鐵達尼號》                                                       | 詹姆斯·霍納                                                   |
| 第70屆 (1997) | 《勇者無懼》                                                       | 約翰·威廉斯                                                   |
| 第70屆 (1997) | 《心靈捕手》                                                       | 丹尼·葉夫曼                                                   |
| 第70屆 (1997) | 《達賴的一生》                                                     | 菲利普·葛拉斯                                                 |
| 第70屆 (1997) | 《鐵面特警隊》                                                     | 傑瑞·高史密斯                                                 |
| 第70屆 (1997) | 最佳原創音樂類或喜劇類配樂 Music(Original Musical or Comedy Score) |                                                               |
| 第70屆 (1997) | 《一路到底：脫線舞男》                                             | 安妮·杜德利                                                   |
| 第70屆 (1997) | 《真假公主－安娜塔西亞》                                           | 史蒂芬·弗萊厄蒂(作曲)、琳恩·阿倫斯(作詞)和大衛·紐曼(管弦配樂) |
| 第70屆 (1997) | 《愛在心裡口難開》                                                 | 漢斯·季默                                                     |
| 第70屆 (1997) | 《MIB星際戰警》                                                    | 丹尼·葉夫曼                                                   |
| 第70屆 (1997) | 《新娘不是我》                                                     | 詹姆斯·紐頓·霍華                                              |
| 第71屆 (1998) | 最佳原創劇情類配樂 Music(Original dramatic score)                  | 最佳原創劇情類配樂 Music(Original dramatic score)             |
| 第71屆 (1998) | 《美麗人生》                                                       | 尼古拉·皮奧瓦尼                                               |
| 第71屆 (1998) | 《伊莉莎白》                                                       | 大衛·希施費爾德                                               |
| 第71屆 (1998) | 《歡樂谷》                                                         | 蘭迪·紐曼                                                     |
| 第71屆 (1998) | 《搶救雷恩大兵》                                                   | 約翰·威廉斯                                                   |
| 第71屆 (1998) | 《紅色警戒》                                                       | 漢斯·季默                                                     |
| 第71屆 (1998) | 最佳原創音樂類或喜劇類配樂 Music(Original Musical or Comedy Score) |                                                               |
| 第71屆 (1998) | 《莎翁情史》                                                       | 史蒂芬·沃貝克                                                 |
| 第71屆 (1998) | 《蟲蟲危機》                                                       | 蘭迪·紐曼                                                     |
| 第71屆 (1998) | 《花木蘭》                                                         | 馬修・懷爾德(作曲)、大衛·吉波(作詞)和傑瑞·高史密斯(管弦配樂)  |
| 第71屆 (1998) | 《心靈點滴》                                                       | 馬克·沙曼                                                     |
| 第71屆 (1998) | 《埃及王子》                                                       | 史蒂芬·施沃茨(作詞作曲)及漢斯·季默(管弦配樂)                  |
| 第72屆 (1999) | 最佳原創配樂 Music(Original score)                                 | 最佳原創配樂 Music(Original score)                            |
| 第72屆 (1999) | 《紅色小提琴》                                                     | 約翰·科里利亞諾                                               |
| 第72屆 (1999) | 《美國心玫瑰情》                                                   | 湯瑪斯·紐曼                                                   |
| 第72屆 (1999) | 《天使的孩子》                                                     | 約翰·威廉斯                                                   |
| 第72屆 (1999) | 《心塵往事》                                                       | 瑞秋·波特曼                                                   |
| 第72屆 (1999) | 《天才雷普利》                                                     | 蓋布瑞·雅德                                                   |

### 2000年代
| 年份          | 電影名稱                           | 獲提名人                           |
| ------------- | ---------------------------------- | ---------------------------------- |
| 第73屆 (2000) | 最佳原創配樂 Music(Original score) | 最佳原創配樂 Music(Original score) |
| 第73屆 (2000) | 《臥虎藏龍》                       | 譚盾                               |
| 第73屆 (2000) | 《濃情巧克力》                     | 瑞秋·波特曼                        |
| 第73屆 (2000) | 《神鬼戰士》                       | 漢斯·季默                          |
| 第73屆 (2000) | 《真愛伴我行》                     | 恩尼奥·莫里科内                    |
| 第73屆 (2000) | 《決戰時刻》                       | 約翰·威廉斯                        |
| 第74屆 (2001) | 最佳原創配樂 Music(Original score) | 最佳原創配樂 Music(Original score) |
| 第74屆 (2001) | 《魔戒首部曲：魔戒現身》           | 霍華·蕭                            |
| 第74屆 (2001) | 《美麗境界》                       | 詹姆斯·霍納                        |
| 第74屆 (2001) | 《哈利波特：神秘的魔法石》         | 約翰·威廉斯                        |
| 第74屆 (2001) | 《怪獸電力公司》                   | 蘭迪·紐曼                          |
| 第74屆 (2001) | 《A.I.人工智慧》                   | 約翰·威廉斯                        |
| 第75屆 (2002) | 最佳原創配樂 Music(Original score) | 最佳原創配樂 Music(Original score) |
| 第75屆 (2002) | 《揮灑烈愛》                       | 艾略特·高登索                      |
| 第75屆 (2002) | 《神鬼交鋒》                       | 約翰·威廉斯                        |
| 第75屆 (2002) | 《遠離天堂》                       | 埃爾默·伯恩斯坦                    |
| 第75屆 (2002) | 《時時刻刻》                       | 菲利普·葛拉斯                      |
| 第75屆 (2002) | 《非法正義》                       | 湯瑪斯·紐曼                        |
| 第76屆 (2003) | 最佳原創配樂 Music(Original score) | 最佳原創配樂 Music(Original score) |
| 第76屆 (2003) | 《魔戒三部曲：王者再臨》           | 霍華·蕭                            |
| 第76屆 (2003) | 《大智若魚》                       | 丹尼·葉夫曼                        |
| 第76屆 (2003) | 《冷山》                           | 蓋布瑞·雅德                        |
| 第76屆 (2003) | 《海底總動員》                     | 湯瑪斯·紐曼                        |
| 第76屆 (2003) | 《塵霧家園》                       | 詹姆斯·霍納                        |
| 第77屆 (2004) | 最佳原創配樂 Music(Original score) | 最佳原創配樂 Music(Original score) |
| 第77屆 (2004) | 《尋找新樂園》                     | 詹恩·凱茲梅利克                    |
| 第77屆 (2004) | 《陰森林》                         | 詹姆斯·紐頓·霍華                   |
| 第77屆 (2004) | 《受難記：最後的激情》             | 約翰·戴布尼                        |
| 第77屆 (2004) | 《哈利波特：阿茲卡班的逃犯》       | 約翰·威廉斯                        |
| 第77屆 (2004) | 《波特萊爾的冒險》                 | 湯瑪斯·紐曼                        |
| 第78屆 (2005) | 最佳原創配樂 Music(Original score) | 最佳原創配樂 Music(Original score) |
| 第78屆 (2005) | 《斷背山》                         | 古斯塔沃·桑塔歐拉拉                |
| 第78屆 (2005) | 《疑雲殺機》                       | 阿爾貝托·伊格雷西亞斯              |
| 第78屆 (2005) | 《藝伎回憶錄》                     | 約翰·威廉斯                        |
| 第78屆 (2005) | 《慕尼黑》                         | 約翰·威廉斯                        |
| 第78屆 (2005) | 《傲慢與偏見》                     | 達利歐·馬里安利                    |
| 第79屆 (2006) | 最佳原創配樂 Music(Original score) | 最佳原創配樂 Music(Original score) |
| 第79屆 (2006) | 《火線交錯》                       | 古斯塔沃·桑塔歐拉拉                |
| 第79屆 (2006) | 《柏林迷宮》                       | 湯瑪斯·紐曼                        |
| 第79屆 (2006) | 《醜聞筆記》                       | 菲利普·葛拉斯                      |
| 第79屆 (2006) | 《羊男的迷宮》                     | 哈維爾·納瓦雷特                    |
| 第79屆 (2006) | 《黛妃與女皇》                     | 亞歷山大·戴斯培                    |
| 第80屆 (2007) | 最佳原創配樂 Music(Original score) | 最佳原創配樂 Music(Original score) |
| 第80屆 (2007) | 《贖罪》                           | 達利歐·馬里安利                    |
| 第80屆 (2007) | 《追風箏的孩子》                   | 阿爾貝托·伊格雷西亞斯              |
| 第80屆 (2007) | 《全面反擊》                       | 詹姆斯·紐頓·霍華                   |
| 第80屆 (2007) | 《料理鼠王》                       | 麥可·吉亞奇諾                      |
| 第80屆 (2007) | 《決戰3:10》                       | 馬可·貝爾特拉米                    |
| 第81屆 (2008) | 最佳原創配樂 Music(Original score) | 最佳原創配樂 Music(Original score) |
| 第81屆 (2008) | 《貧民百萬富翁》                   | A·R·拉赫曼                         |
| 第81屆 (2008) | 《班傑明的奇幻旅程》               | 亞歷山大·戴斯培                    |
| 第81屆 (2008) | 《聖戰家園》                       | 詹姆斯·紐頓·霍華                   |
| 第81屆 (2008) | 《自由大道》                       | 丹尼·葉夫曼                        |
| 第81屆 (2008) | 《瓦力》                           | 湯瑪斯·紐曼                        |
| 第82屆 (2009) | 最佳原創配樂 Music(Original score) | 最佳原創配樂 Music(Original score) |
| 第82屆 (2009) | 《天外奇蹟》                       | 麥可·吉亞奇諾                      |
| 第82屆 (2009) | 《阿凡達》                         | 詹姆斯·霍納                        |
| 第82屆 (2009) | 《超級狐狸先生》                   | 亞歷山大·戴斯培                    |
| 第82屆 (2009) | 《危機倒數》                       | 馬可·貝爾特拉米和巴克·桑德斯       |
| 第82屆 (2009) | 《福爾摩斯》                       | 漢斯·季默                          |

### 2010年代
| 年份          | 電影名稱                           | 獲提名人                           |
| ------------- | ---------------------------------- | ---------------------------------- |
| 第83屆 (2010) | 最佳原創配樂 Music(Original score) | 最佳原創配樂 Music(Original score) |
| 第83屆 (2010) | 《社群網戰》                       | 特倫特·雷澤諾和阿提克斯·羅斯       |
| 第83屆 (2010) | 《127小時》                        | A·R·拉曼                           |
| 第83屆 (2010) | 《馴龍高手》                       | 約翰·包威爾                        |
| 第83屆 (2010) | 《全面啟動》                       | 漢斯·季默                          |
| 第83屆 (2010) | 《王者之聲：宣戰時刻》             | 亞歷山大·戴斯培                    |
| 第84屆 (2011) | 最佳原創配樂 Music(Original score) | 最佳原創配樂 Music(Original score) |
| 第84屆 (2011) | 《大藝術家》                       | 盧多維奇·布爾斯                    |
| 第84屆 (2011) | 《丁丁歷險記》                     | 約翰·威廉斯                        |
| 第84屆 (2011) | 《雨果的冒險》                     | 霍華·蕭                            |
| 第84屆 (2011) | 《諜影行動》                       | 阿爾貝托·伊格雷西亞斯              |
| 第84屆 (2011) | 《戰馬》                           | 約翰·威廉斯                        |
| 第85屆 (2012) | 最佳原創配樂 Music(Original score) | 最佳原創配樂 Music(Original score) |
| 第85屆 (2012) | 《少年Pi的奇幻漂流》               | 麥可·唐納                          |
| 第85屆 (2012) | 《安娜·卡列尼娜》                  | 達利歐·馬里安利                    |
| 第85屆 (2012) | 《亞果出任務》                     | 亞歷山大·戴斯培                    |
| 第85屆 (2012) | 《林肯》                           | 約翰·威廉斯                        |
| 第85屆 (2012) | 《007：空降危機》                  | 湯瑪斯·紐曼                        |
| 第86屆 (2013) | 最佳原創配樂 Music(Original score) | 最佳原創配樂 Music(Original score) |
| 第86屆 (2013) | 《地心引力》                       | 史蒂文·普賴斯                      |
| 第86屆 (2013) | 《偷書賊》                         | 約翰·威廉斯                        |
| 第86屆 (2013) | 《雲端情人》                       | 威廉·巴特勒和歐文·帕雷特           |
| 第86屆 (2013) | 《遲來的守護者》                   | 亞歷山大·戴斯培                    |
| 第86屆 (2013) | 《大夢想家》                       | 湯瑪斯·紐曼                        |
| 第87屆 (2014) | 最佳原創配樂 Music(Original score) | 最佳原創配樂 Music(Original score) |
| 第87屆 (2014) | 《歡迎來到布達佩斯大飯店》         | 亞歷山大·戴斯培                    |
| 第87屆 (2014) | 《星際效應》                       | 漢斯·季默                          |
| 第87屆 (2014) | 《畫世紀：透納先生》               | 蓋瑞·葉尚                          |
| 第87屆 (2014) | 《模仿遊戲》                       | 亞歷山大·戴斯培                    |
| 第87屆 (2014) | 《愛的萬物論》                     | 約翰·約翰森                        |
| 第88屆 (2015) | 最佳原創配樂 Music(Original score) | 最佳原創配樂 Music(Original score) |
| 第88屆 (2015) | 《八惡人》                         | 恩尼奥·莫里科内                    |
| 第88屆 (2015) | 《間諜橋》                         | 湯瑪斯·紐曼                        |
| 第88屆 (2015) | 《因為愛你》                       | 卡特·包威爾                        |
| 第88屆 (2015) | 《怒火邊界》                       | 約翰·約翰森                        |
| 第88屆 (2015) | 《STAR WARS：原力覺醒》            | 約翰·威廉斯                        |
| 第89屆 (2016) | 最佳原創配樂 Music(Original score) | 最佳原創配樂 Music(Original score) |
| 第89屆 (2016) | 《樂來越愛你》                     | 賈斯汀·赫維玆                      |
| 第89屆 (2016) | 《第一夫人的秘密》                 | 米卡·李維                          |
| 第89屆 (2016) | 《漫漫回家路》                     | 豪施卡和達斯汀·歐哈羅南            |
| 第89屆 (2016) | 《月光下的藍色男孩》               | 尼可拉斯·布萊泰爾                  |
| 第89屆 (2016) | 《星際過客》                       | 湯瑪斯·紐曼                        |
| 第90屆 (2017) | 最佳原創配樂 Music(Original score) | 最佳原創配樂 Music(Original score) |
| 第90屆 (2017) | 《水底情深》                       | 亞歷山大·戴斯培                    |
| 第90屆 (2017) | 《敦克爾克大行動》                 | 漢斯·季默                          |
| 第90屆 (2017) | 《霓裳魅影》                       | 強尼·格林伍德                      |
| 第90屆 (2017) | 《STAR WARS：最後的絕地武士》      | 約翰·威廉斯                        |
| 第90屆 (2017) | 《意外》                           | 卡特·包威爾                        |
| 第91屆 (2018) | 最佳原創配樂 Music(Original score) | 最佳原創配樂 Music(Original score) |
| 第91屆 (2018) | 《黑豹》                           | 路德維希·約蘭松                    |
| 第91屆 (2018) | 《黑色黨徒》                       | 泰倫斯·布蘭查德                    |
| 第91屆 (2018) | 《藍色比爾街的沉默》               | 尼可拉斯·布萊泰爾                  |
| 第91屆 (2018) | 《犬之島》                         | 亞歷山大·戴斯培                    |
| 第91屆 (2018) | 《愛·滿人間》                      | 馬克·沙曼                          |
| 第92屆 (2019) | 最佳原創配樂 Music(Original score) | 最佳原創配樂 Music(Original score) |
| 第92屆 (2019) | 《小丑》                           | 希爾迪·居茲納多蒂爾                |
| 第92屆 (2019) | 《1917》                           | 湯瑪斯·紐曼                        |
| 第92屆 (2019) | 《她們》                           | 亞歷山大·戴斯培                    |
| 第92屆 (2019) | 《婚姻故事》                       | 蘭迪·紐曼                          |
| 第92屆 (2019) | 《STAR WARS：天行者的崛起》        | 約翰·威廉斯                        |

### 2020年代
| 年份             | 電影名稱                           | 獲提名人                                    |
| ---------------- | ---------------------------------- | ------------------------------------------- |
| 第93屆 (2020/21) | 最佳原創配樂 Music(Original score) | 最佳原創配樂 Music(Original score)          |
| 第93屆 (2020/21) | 《靈魂奇遇記》                     | 特倫特·雷澤諾、阿提克斯·羅斯、喬恩·巴蒂斯特 |
| 第93屆 (2020/21) | 《誓血五人组》                     | 泰倫斯·布蘭查德                             |
| 第93屆 (2020/21) | 《曼克》                           | 特倫特·雷澤諾、阿提卡斯·羅斯                |
| 第93屆 (2020/21) | 《夢想之地》                       | 艾米利·莫澤里                               |
| 第93屆 (2020/21) | 《世界新闻》                       | 詹姆斯·紐頓·霍華                            |
| 第94屆 (2021)    | 最佳原創配樂 Music(Original score) | 最佳原創配樂 Music(Original score)          |
| 第94屆 (2021)    | 《沙丘》                           | 漢斯·季默                                   |
| 第94屆 (2021)    | 《千萬別抬頭》                     | 尼可拉斯‧布里特尔                           |
| 第94屆 (2021)    | 《奇幻魔法屋》                     | 吉曼·法蘭科                                 |
| 第94屆 (2021)    | 《平行母亲》                       | 艾拔圖·拉格思                               |
| 第94屆 (2021)    | 《犬山記》                         | 强尼·格林伍德                               |
| 第95屆 (2022)    | 最佳原創配樂 Music(Original score) | 最佳原創配樂 Music(Original score)          |
| 第95屆 (2022)    | 《西线无战事》                     | 沃克·柏托曼                                 |
| 第95屆 (2022)    | 《巴比倫》                         | 賈斯汀·赫維茲                               |
| 第95屆 (2022)    | 《伊尼舍林的女妖》                 | 卡特·伯韦尔                                 |
| 第95屆 (2022)    | 《媽的多重宇宙》                   | Son Lux                                     |
| 第95屆 (2022)    | 《法貝爾曼》                       | 約翰·威廉斯                                 |
| 第96屆 (2023)    | 最佳原創配樂 Music(Original score) | 最佳原創配樂 Music(Original score)          |
| 第96屆 (2023)    | 《奧本海默》                       | 魯德溫·葛瑞森                               |
| 第96屆 (2023)    | 《美国小说》                       | 劳拉·卡普曼                                 |
| 第96屆 (2023)    | 《印第安納瓊斯：命運輪盤》         | 約翰·威廉斯                                 |
| 第96屆 (2023)    | 《花月殺手》                       | 羅比·羅伯森                                 |
| 第96屆 (2023)    | 《可憐的東西》                     | 傑斯金·芬德里克斯                           |
| 第97屆 (2024)    | 最佳原創配樂 Music(Original score) | 最佳原創配樂 Music(Original score)          |
| 第97屆 (2024)    | 《粗野派》                         | 丹尼尔·布拉姆博格                           |
| 第97屆 (2024)    | 《教宗選戰》                       | 沃尔克·贝特尔曼                             |
| 第97屆 (2024)    | 《璀璨女人夢》                     | 克莱门特·杜科尔、卡米尔                     |
| 第97屆 (2024)    | 《魔法壞女巫》                     | 約翰·包威爾、斯蒂芬·施瓦茨                  |
| 第97屆 (2024)    | 《荒野機器人》                     | 克里斯·鲍尔斯                               |

## 奖项常客
此项统计包含配乐类的所有历史奖项，如原创配乐、改编配乐、原创配乐（劇情类）、原创配乐（音乐剧/喜剧类）、歌曲音乐、原创或改编配乐等。但没有包括歌曲类奖项。
| 分类                 | 姓名                       | 次数 |
| -------------------- | -------------------------- | ---- |
| 获奖最多             | 艾佛瑞·纽曼                | 9次  |
| 提名最多             | 约翰·威廉斯                | 48次 |
| 从未获奖者中提名最多 | 湯瑪斯·紐曼和亞歷克士·諾斯 | 14次 |

只有一位作曲家曾在同一年获得两座配乐类奖项：马文·哈姆利奇因《往日情怀》和《刺激》分别获第46届学院奖原创配乐和改编配乐奖。同时他还因《往日情怀》的同名主题歌获原创歌曲奖，因此成为历史上唯一一位在同一年获3座学院奖的作曲家。
只有一位作曲家曾连续三年获奖：罗杰·伊甸斯因《万花锦绣》（1948年）、《錦城春色》（1949年）和《飛燕金槍》（1950年）获奖。
8位作曲家曾连续两年获奖：
1. 雷·海因多夫（英语：Ray Heindorf）：《胜利之歌》（1942年）和《从军乐（英语：This Is the Army）》（1943年）；
2. 弗朗茨·沃克斯曼：《日落大道》（1950年）和《郎心如鐵》（1951年）；
3. 艾佛瑞·纽曼曾两次连续两年获奖，分别是：《情淚心聲（英语：With a Song in My Heart (film)）》（1952年》和《风流贵妇（英语：Call Me Madam (film)）》（1953年），《生死恋》（1955年）和《国王与我》（1956年）；
4. 阿道夫·达奇（英语：Adolph Deutsch）：《七对佳偶（英语：Seven Brides for Seven Brothers）》（1954年）和《俄克拉荷马（英语：Oklahoma! (1955 film)）》（1955年）；
5. 安德列·普列文也曾两次连续两年获奖，分别是：《金粉世界》（1958年）和《乞丐与荡妇（英语：Porgy and Bess (film)）》（1959年），《爱玛姑娘（英语：Irma la Douce）》（1963年）和《窈窕淑女》（1964年）；
6. 雷納德·羅森曼（英语：Leonard Rosenman）：《亂世兒女》（1975年）和《光榮之路（英语：Bound for Glory (1976 film)）》（1976年）；
7. 亚伦·孟肯：《美女与野兽》（1991年）和《阿拉丁》（1992年）；
8. 古斯塔沃·桑塔欧拉拉：《断背山》（2005年）和《火线交错》（2006年）。

## 女性获奖与提名
至今共有4位女性获得过配乐类奖项，其中三位是作曲家：蕾切尔·波特曼因《艾瑪姑娘要出嫁》（1996年）获奖；安妮·杜德利因《一路到底：脫線舞男》（1997年）获奖；希爾迪·居茲納多蒂爾因《小丑》（2019年）獲獎。另外一位则是歌词作者玛莉莲·曼，因电影《楊朵》（1983年）與她的先生艾倫·伯格曼和米切尔·莱格兰德共同獲得原创歌曲配樂奖。
蕾切尔·波特曼也是唯一一位3次获提名的作曲家，除了获奖的《艾瑪姑娘要出嫁》外，她还因1999年的《心塵往事》和2000年的《浓情巧克力》获提名；
另外，安吉拉·茉莉也曾因為《小王子》（1974年）和《水晶鞋与玫瑰花》（1976年）兩度獲得提名。

## 著名入圍者
德米特里·德米特里耶维奇·肖斯塔科维奇和艾靈頓公爵這兩位知名作曲家曾同一年（1961年）入圍，但都輸給了《西城故事》。
《午夜快车》（作曲者：乔治·莫罗德尔）、《貧民百萬富翁》（作曲者：A·R·拉赫曼）和《社群網戰》（作曲者：特倫特·雷澤諾和阿提喀斯·羅斯）是少數以電子音樂獲獎的電影。此外，曾以電子音樂風格獲提名的電影還包括：《证人》（作曲者：莫里斯·賈爾）、《雨人》 （作曲者：漢斯·季默）和《雲端情人》（作曲者：威廉·巴特勒和歐文·帕雷特）。
以下幾位較知名的提名作曲家則來自古典音樂領域：阿隆·科普蘭、寇特·威爾、吉安·卡洛·梅諾蒂、菲利普·葛拉斯、約翰·科里利亞諾、彼得·馬克斯韋爾·戴維斯、理查德·羅德尼·班尼特、史蒂芬·施沃茨(音樂劇作曲家)、安德鲁·劳埃德·韦伯 (音樂劇作曲家)、亞提·蕭(爵士樂作曲家)、賀比·漢考克 (爵士樂作曲家)。
搖滾樂和流行樂樂團或樂手也曾獲配樂獎項提名，包括了：披頭四樂團、王子、皮特·湯申德(谁人乐队樂團吉他手)、羅德·麥克庫恩、艾薩克·海耶斯、克里斯·克里斯托佛森、昆西·瓊斯、蘭迪·紐曼、安東尼·紐利、保羅·威廉斯、湯姆·威茲、大衛·伯恩(臉部特寫樂團主唱)、坂本龍一、特倫特·雷澤諾(九寸釘樂團主唱)、馬修・懷爾德、強尼·格林伍德(電台司令樂團成員)；此外，音樂製作人也曾獲入圍，例如喬治·馬丁、傑瑞·韋克斯勒。
2016年顏尼歐·莫利克奈以87歲獲獎，是目前最高齡的得獎者。

## 至少获奖一次的被提名作曲家名单
以得獎次數排序，括弧內是提名次數。註：此並不包括原創歌曲獎。

| - 9 : 艾佛瑞·紐曼(43) - 5 : 約翰·威廉斯(48)--另外曾獲得5次最佳原創歌曲提名 - 4 : 強尼·格林 (12) - 4 : 安德列·普列文(11) - 4 : 約翰·巴瑞(6) - 4 : 亞倫·孟肯(5) - 3 : 馬克斯·史坦納(24) - 3 : 雷·海因多夫(17) - 3 : 莫里斯·斯特洛夫(17) - 3 : 米克羅斯·羅饒(16) - 3 : 迪米崔·迪歐肯(14) - 3 : 莫里斯·賈爾(8) - 3 : 肯·達比(6) - 3 : 罗杰·伊甸斯(6) - 3 : 索爾·卓別林(5) - 3 : 阿道夫·達奇(5) - 2 : 漢斯·季默(12) - 2 : 亞歷山大·戴斯培(11) - 2 : 法蘭茲·威克斯曼(11) - 2 : 亨利·曼西尼(7) - 2 : 連尼·海頓(6) - 2 : 米切尔·莱格兰德(6) - 2 : 艾爾文·科斯塔爾(5) - 2 : 马文·哈姆利奇(4) - 2 : 雷納德·羅森曼(4) - 2 : 雷夫·伯恩斯(3) - 2 : 霍華·蕭(3) - 2 : 古斯塔沃·桑塔歐拉拉(2) - 2 : 特倫特·雷澤諾(3) - 2 : 阿提克斯·羅斯(3) - 1 : 傑瑞·高史密斯(17) - 1 : 维克多·扬(17) - 1 : 赫伯特·史托哈特(11) - 1 : 埃爾默·伯恩斯坦(10) - 1 : 雨果·威廉·弗里德霍夫(9) - 1 : 萊昂內爾·紐曼(9) - 1 : 喬吉·斯托爾(9) - 1 : 詹姆斯·霍納(8) - 1 : 雷伊·賀琳(7) - 1 : 查爾斯·普列文(7) - 1 : 保罗·史密斯(7) - 1 : 戴夫·格魯辛(6) - 1 : 顏尼歐·莫利克奈(6)--另外曾獲得一次奧斯卡榮譽獎 - 1 : 萊斯利·布里庫斯(5) - 1 : 喬治·狄勒瑞(5) - 1 : 理查德·哈格曼(5) - 1 : 伯納德·赫爾曼(5) - 1 : 尼爾森·瑞勒(5) - 1 : 奧利佛·華萊士(5) - 1 : 阿隆·科普蘭(4) - 1 : 恩斯特·戈德(4) - 1 : 李歐·F·福布斯坦(4) - 1 : 謝爾曼兄弟(4) - 1 : 路易斯·西爾弗斯(4) - 1 : 法蘭克·邱吉爾(3) - 1 : 艾略特·高登索(3) - 1 : 康果爾德(3) - 1 : 布罗尼斯洛·卡帕(3) - 1 : 達利歐·馬里安利(3) - 1 : 瑞秋·波特曼(3) - 1 : 史蒂芬·施沃茨(3) - 1 : 哈利·蘇克曼(3) - 1 : 蓋布瑞·雅德(3) - 1 : 約翰·艾迪生(2) - 1 : 路易斯·巴卡洛夫(2) - 1 : 拉塞尔·班尼特(2) - 1 : 沃克·柏托曼(豪施卡)(2) - 1 : 杰·布雷克顿(Jay Blackton)(2) - 1 : 約翰·科里利亞諾(2) - 1 : 麥可·吉亞奇諾(2) - 1 : 邁克·戈爾(2) - 1 : W·弗蘭克·哈林(2) - 1 : 賈斯汀·赫維茲(2) - 1 : A·R·拉赫曼(2) - 1 : 海因茲·羅姆海德(2) - 1 : 尼諾·羅塔(2) - 1 : 李歐·舒金(2) |

## 另見
- 奧斯卡最佳原創歌曲獎
- 金球獎最佳原創配樂獎
- 評論家選擇電影獎最佳電影配樂